# 日露戦争
日露戦争（にちろせんそう、旧字体：日露戰爭/日魯戰爭、ロシア語: Русско-японская война〈ルースカ・イポーンスカヤ・ヴァイナー〉）は、1904年（明治37年）2月から1905年（明治38年）9月にかけて大日本帝国（日本）とロシア帝国との間で行われた戦争である。
三国干渉後、満洲（中国東北部）と朝鮮半島の支配権を巡る争いが原因となって引き起こされた。陸戦では満洲南部の遼東半島や奉天が主な戦場となり、海戦では日本近海にて大規模な艦隊戦が繰り広げられた。最終的に両国はアメリカ合衆国政府の斡旋の下で、講和条約としてポーツマス条約を締結した。
講和条約の中で日本の朝鮮半島における権益をロシアが認め、ロシア領であった樺太の南半分が日本に割譲された。また日本はロシアが清国から受領していた大連と旅順の租借権、東清鉄道の旅順 - 長春間支線の租借権も獲得した。しかし賠償金を獲得するには至らず、戦後に外務省に対する不満が軍人や民間人などから高まった。
この戦争で日本軍が105万発とされる砲弾を消費するのに1年半以上かかっている一方でマルヌ会戦 (1914年9月6日-12日) でフランス軍が消費したとされる砲弾数が1週間で90万発、その後のソンム会戦 (1916年7月1日 - 11月18日)では英仏両軍合わせて4か月ちょっとで3,400万発の砲弾が消費されたとされる。日露戦争と第一次世界大戦の砲弾消費量の差は、近代戦における工業力の重要性を示し、日露戦争が近代戦の初期段階であったことが窺える。

## 戦争目的と動機

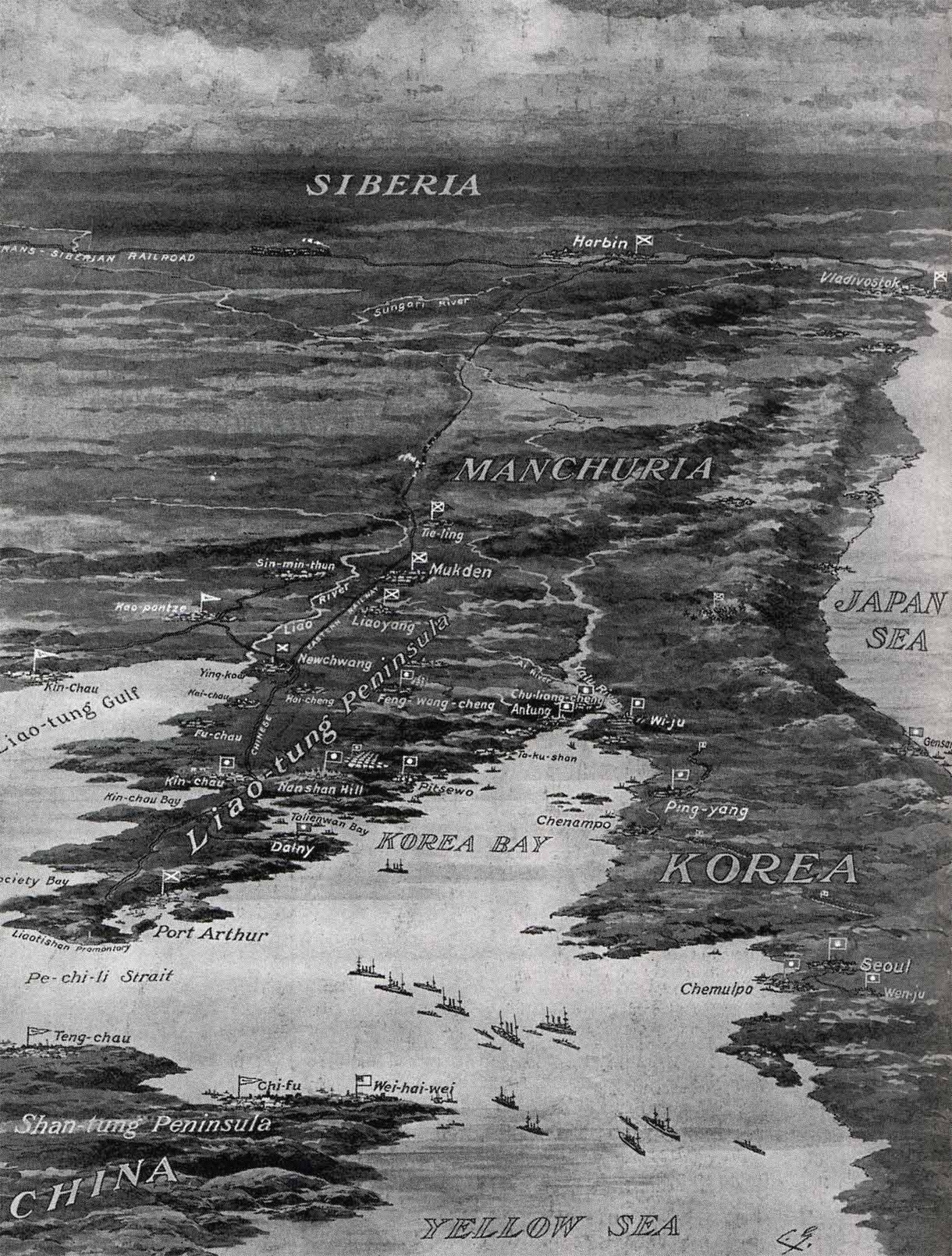
戦場全域の俯瞰図

大日本帝国の動機
大日本帝国はロシア帝国の南下政策による勢力圏拡大を防ぎ朝鮮半島・満洲における利権を守ることで大日本帝国の安全保障や利益を確保し、進んでは満洲・樺太・沿海州等における日本の勢力拡大ないしロシア側からの利権奪取を主な目的とした。また、後の講和時の日本側代表による交渉姿勢や日本国民の反応からは、勝ち戦となった以上は賠償金取得を期待していたことが窺える。

開戦後に明治天皇の名により公布された『露国ニ対スル宣戦ノ詔勅』では、満洲での勢力拡大により大韓帝国の保全が脅かされることが日本の安全保障上・極東平和への脅威となったことを戦争動機に挙げている。他方、2月10日の開戦の詔勅に続くはずだったとみられる詔勅草案もあり、ここでは信教の自由を強調し開戦の不幸を強調している。
ロシア帝国の動機
ロシア帝国は満洲および関東州の租借権・鉄道敷設権などの利権の確保、満洲還付条約不履行の維持（満洲に軍を駐留）、朝鮮半島での利権拡大における半島支配と日本による抵抗の排除、直接的には日本側からの攻撃と宣戦布告を戦争理由とした。
戦争の性格
日露戦争は20世紀初の近代総力戦の要素を含んでおり、また2国間のみならず帝国主義（宗主国）各国の外交関係が関与したグローバルな規模をもっていた。

## 関与国・勢力
|                  | 日本側 | ロシア側                                                                                       |
| ---------------- | --- | ---------------------------------------------------------------------------------------------- |
| 戦争参加国・勢力 | 大日本帝国 | ロシア帝国 モンテネグロ公国（ただし宣戦布告はしたが、戦闘には参加せず）                        |
| 支持勢力         | | 大韓帝国（高宗をはじめとする支配者階級(王族と両班）とロシア利権を持つ親露派）                  |
| 同盟国・支援国   | イギリス帝国（日英同盟） 大韓帝国（日韓議定書） 大清帝国 （厳正中立を宣言していたが、ロシアの事実上の植民地となっている東三省を回復すべく暗に協力したとの説あり。袁世凱は配下の北洋軍閥を用いて諜報や馬賊隊編成などで日本に協力、諜報将校を日本軍の特別任務班に派遣） | フランス（露仏同盟） 大清帝国（露清密約、開戦後同年5月18日に破棄。張作霖など一部の馬賊は協力） |

ドイツ帝国皇帝ヴィルヘルム2世は黄禍論者であったことからロシア寄りであったが、ロシアがドイツと対立を続けているフランスの同盟国ということもあり、国家としては具体的な行動は行っていない。後に皇帝同士で結んだ「ビヨルケの密約」は、戦争の勝敗が決定的になった後に結ばれている。
観戦武官

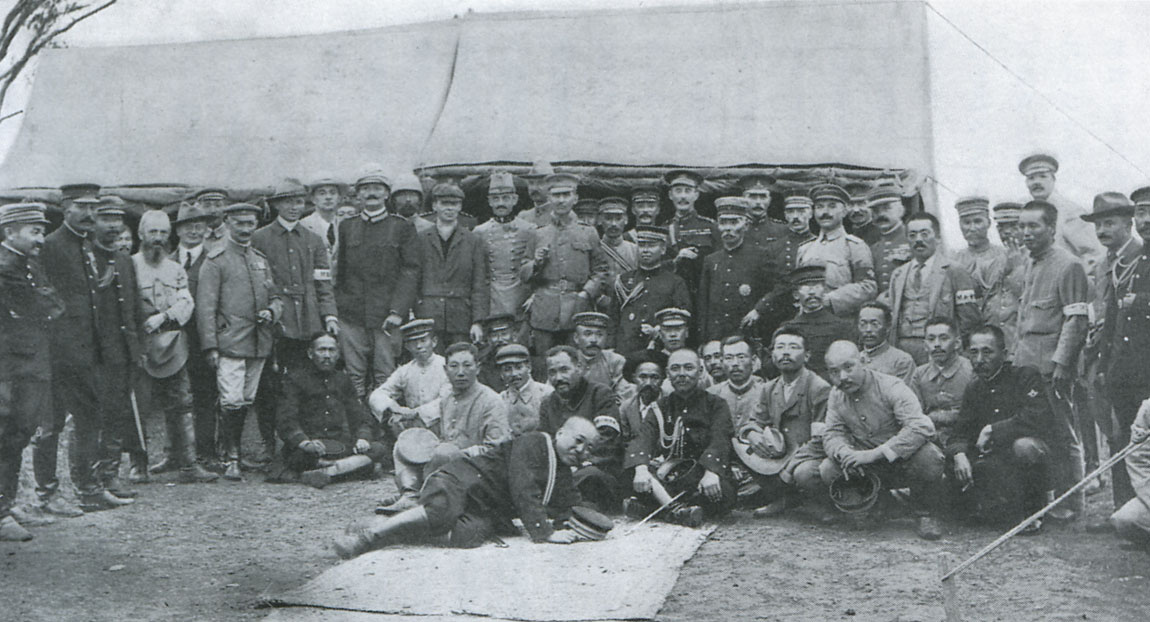
第一軍司令部と観戦武官

日露両陣営には欧米と南米諸国から数多くの観戦武官が派遣されていた。日本側には13か国から合計70名以上が来訪しており、その国籍はイギリス、アメリカ合衆国、ドイツ、オーストリア、スペイン、イタリア、スイス、スウェーデン、ブラジル、チリ、アルゼンチン、オスマン=トルコであった。同盟国であるイギリスからが最多で、エイルマー・ホールデンをはじめ33名を数えた。アメリカからはダグラス・マッカーサーの父親であるアーサー・マッカーサー・Jrが赴任していた。

## 背景

### 朝鮮半島を巡る日露対立
大韓帝国は清の冊封体制を日清戦争後日本によって解かれたが、満洲を勢力下に置いたロシアが朝鮮半島に持つ利権を手がかりに南下政策を取りつつあった。ロシアは高宗を通じ、売り払われた鍾城・慶源の鉱山採掘権や朝鮮北部の森林伐採権、関税権などの財政基盤を取得し朝鮮半島での影響力を増大し、着実に勢力拡大をしていった。ロシアの南下政策に危機感（1861年（文久元年）にロシア軍艦対馬占領事件があったため）を持っていた日本がこれらを大韓帝国の代わりに買い戻し、回復させた。
当初、日本は外交努力で衝突を回避しようと努力したが、ロシアは強大な軍事力を背景に日本への圧力を増していった。1904年（明治37年）2月23日、開戦前に「局外中立宣言」をした大韓帝国における軍事行動を可能にするため日韓議定書を締結し、開戦後8月には第一次日韓協約を締結。大韓帝国の財政、外交に顧問を置き条約締結に日本政府との協議をすることとした。大韓帝国内でも李氏朝鮮による旧体制が維持されている状況では、国の近代化・独自改革が困難であると主張する進歩会は、日韓合邦を目指すために鉄道敷設工事などに5万人ともいわれる大量の人員を派遣するなど、日露戦争において日本への協力を惜しまなかった。
一方、高宗や両班などの旧李朝支配者層は近代化の名目で彼らの利権をなくし、自国利権と支配力の強化を図る日本の影響力をあくまでも排除しようと試み、日露戦争中においてもロシアに密書を送るなどの外交を展開していった。戦争中に密使が日本軍艦により海上にて発見され、大韓帝国は条約違反を犯すという失敗に終わる。

### 日英同盟
ロシア帝国は、不凍港を求めて南下政策を採用し、露土戦争などの勝利によってバルカン半島における大きな地歩を獲得した。ロシアの影響力の増大を警戒するドイツ帝国の宰相ビスマルクは列強の代表を集めてベルリン会議を主催し、露土戦争の講和条約であるサン・ステファノ条約の破棄とベルリン条約の締結に成功した。これにより、ロシアはバルカン半島での南下政策を断念し、進出の矛先を極東地域に向けることになった。
近代国家の建設を急ぐ日本では、ロシアに対する安全保障上の理由から、朝鮮半島を自国の勢力下に置く必要があるとの意見が大勢を占めていた。朝鮮を属国としていた清との日清戦争に勝利し、朝鮮半島への影響力を排除したものの、中国への進出を目論むロシア・フランス・ドイツからの三国干渉によって、下関条約で割譲を受けた遼東半島は清に返還された。世論においてはロシアとの戦争も辞さずという強硬な意見も出たが、当時の日本には列強諸国と戦えるだけの力はなく、政府内では伊藤博文ら戦争回避派が主流を占めた。ところがロシアは露清密約を結び、東清鉄道を敷設し、日本が手放した遼東半島の南端に位置する旅順・大連を1898年（明治31年）に租借し（旅順大連租借条約）、旅順に太平洋艦隊の基地を作るなど、満洲への進出を押し進めていった。
1900年（明治33年）、ロシアは清で発生した義和団の乱（義和団事変、義和団事件）の混乱収拾という論理を展開、満洲へ侵攻、全土を侵略した。ロシアは満洲の植民地化を既定事実化しようとしたが、日英米がこれに抗議しロシアは撤兵を約束。ところがロシアは履行期限を過ぎても撤退を行わず、駐留軍の増強を図った。ボーア戦争を終了させるのに戦費を調達したため、国力が低下してアジアに大きな国力を注げない状況であったイギリスは、ロシアの南下が自国の権益と衝突すると危機感を募らせ、1902年（明治35年）に長年墨守していた孤立政策（栄光ある孤立）を捨て、日本との同盟に踏み切った（日英同盟）。なおこの同盟は、ロシアでは反ロシア条約と呼ばれる。日本が2国以上と戦うときは、イギリスの参戦を義務づける条約となっていたことから、露清密約による清国の参戦は阻止された。そのうえ、この同盟は太平洋海域において日本がロシアより排水量比で大きな海軍力を持つことを義務づけている。日英同盟によってロシア帝国は満洲から撤兵を開始したが、大日本帝国を軽視し全兵力の撤兵は行わなかった。

### 開戦に至るまでの議論・世論

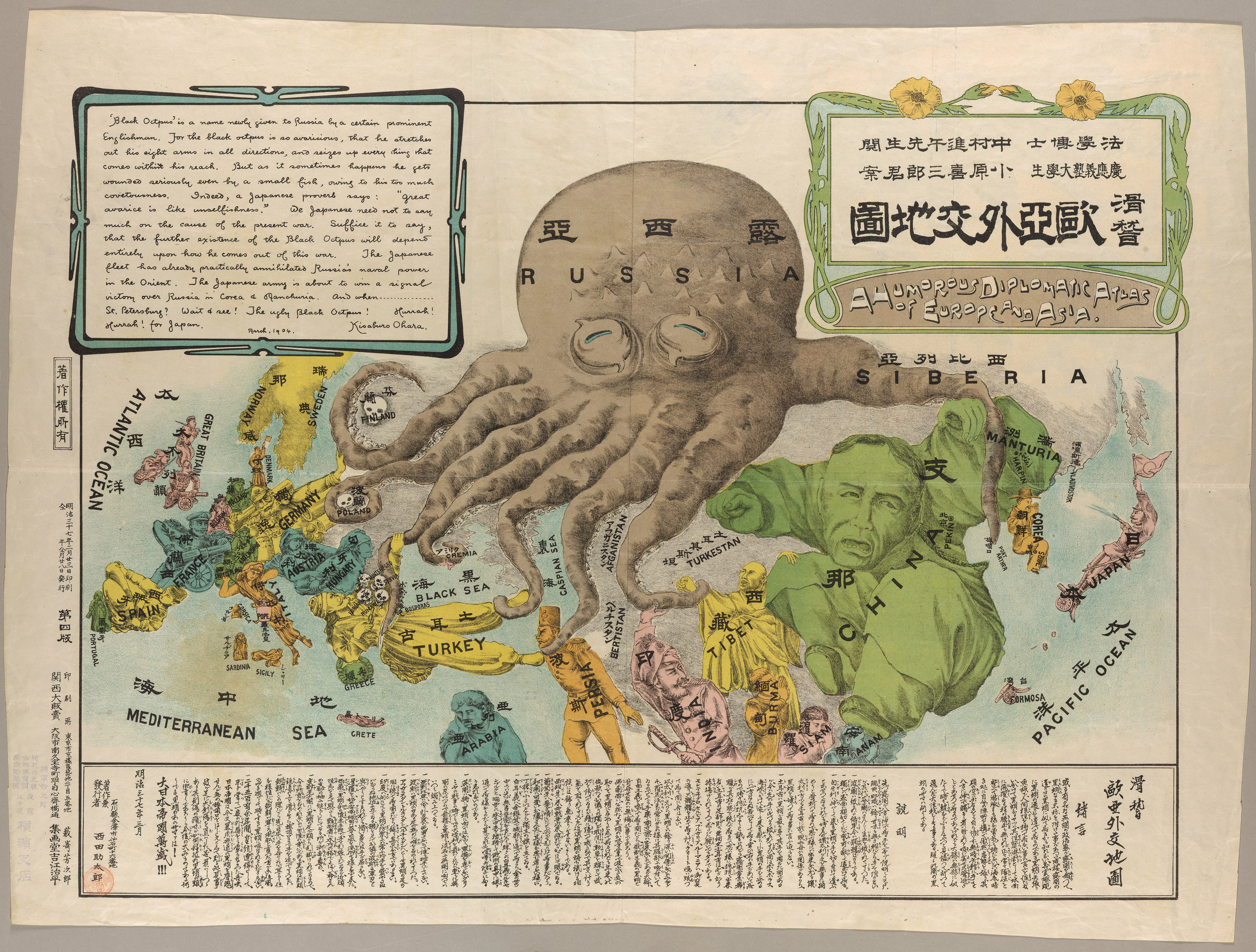
反ロシアの風刺地図。慶應義塾の学生が作った（1904年）

日本政府内では小村寿太郎、桂太郎、山縣有朋らの対露主戦派と、伊藤博文、井上馨ら戦争回避派との論争が続き、1903年（明治36年）4月21日に京都にあった山縣の別荘・無鄰菴で伊藤・山縣・桂・小村による「無鄰庵会議」が行われた。桂は、「満洲問題に対しては、我に於て露國の優越権を認め、之を機として朝鮮問題を根本的に解決すること」「此の目的を貫徹せんと欲せば、戦争をも辞せざる覚悟無かる可からず」という対露交渉方針について伊藤と山縣の同意を得た。桂はのちにこの会談で日露開戦の覚悟が定まったと書いているが、実際の記録類ではむしろ伊藤の慎重論が優勢であったようで、のちの日露交渉に反映されることになる。
同じく4月、ロシア系企業の「朝鮮木商会社」が韓国側に鴨緑江山林事業の開始を通告し、5月になってロシア軍は鴨緑江河口の龍岩浦（竜巌浦）に軍事拠点を築きはじめた（龍岩浦事件）。
日本とロシアの緊張関係が高まるなか、メディアや言論界でも盛んに論争が行われた。6月12日、アレクセイ・クロパトキン陸軍大臣が訪日し、国賓として迎えられた。訪日の目的は外遊だったため、軍高官との交流はあったものの正式に行われた交渉はひとつもなかった。新聞各紙はクロパトキン訪日が関係好転の契機となることに期待し、当初は好意的にさまざまな憶測を報じたが、実質的な成果がないことに失望した。また、同時期にベッサラビアで行われたユダヤ人に対するポグロムの情報が日本に入り、ロシア不信の論調が高まるようになった。
6月10日、戸水寛人や国際法学者など7名の博士が、日露開戦を唱える意見書を桂内閣に提出し（七博士建白事件）、6月24日にはその全文が新聞紙上に掲載された。万朝報紙上で非戦論の論陣を張っていた幸徳秋水は「社会が学者を養っているのは開戦の建白を提出させるためではない」と批判した。実際、この時点では開戦論にまで言及する言論は少数派だったが、ロシアによる7月に成立した龍岩浦租借条約によってロシア南下の危機感は現実的なものとなった。さらに、非戦論のよりどころとなっていたロシア側の満洲撤兵論者セルゲイ・ヴィッテ大臣が失脚し、南下政策の撤回に希望が持てなくなった。非戦派の万朝報が社説で「最後の期限」とした第三次撤兵期限が履行されなかった10月8日を境に、日本の新聞各紙の論調は開戦論一辺倒となった。

### 直前交渉

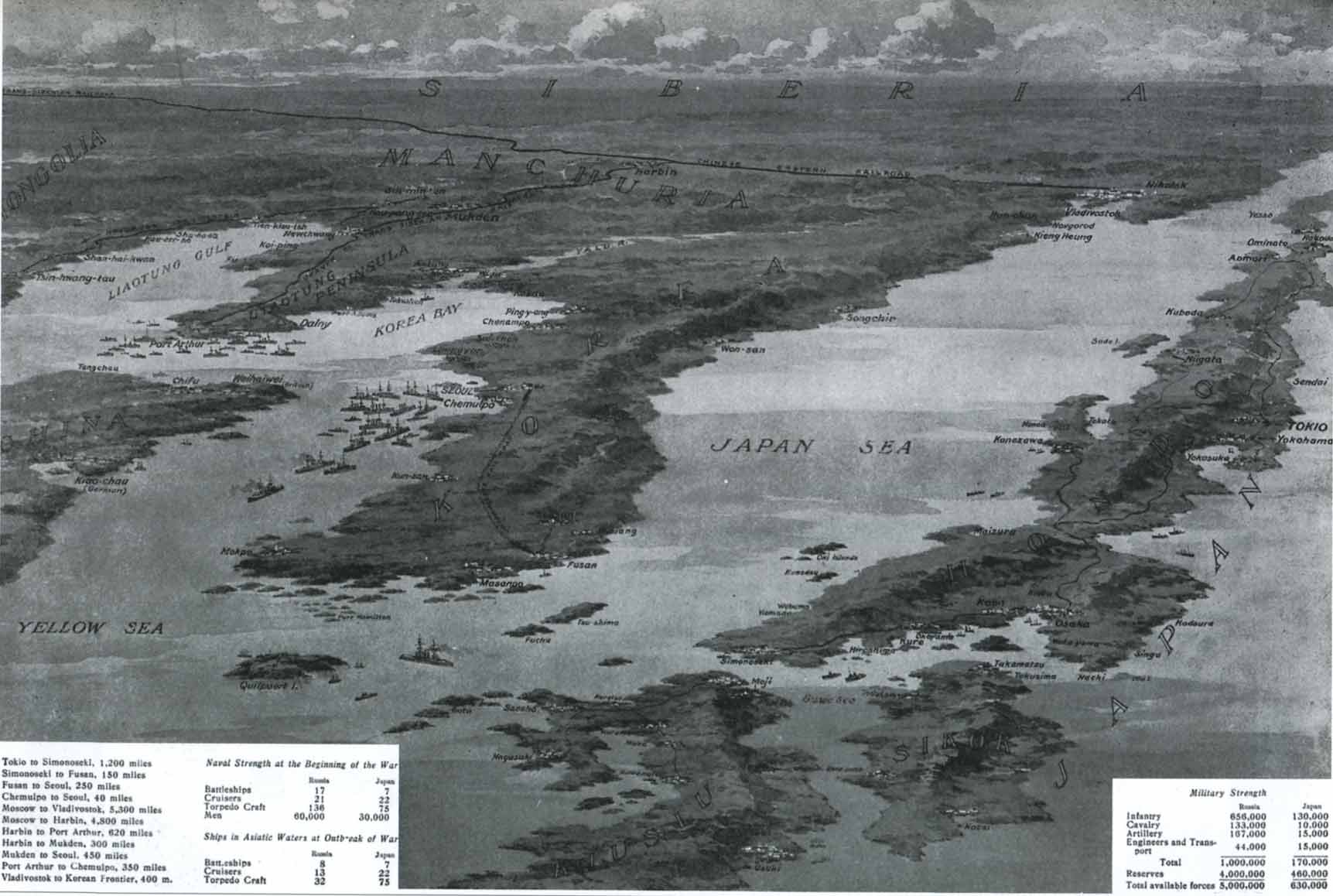
開戦時の戦力比較（露・日：歩兵66万対13万、騎兵13万対1万、砲撃支援部隊16万対1万5千、工兵と後方支援部隊4万4千対1万5千、予備部隊400万対46万）

1903年8月からの日露交渉において、「日本側は朝鮮半島を日本、満洲をロシアの支配下に置く」という妥協案、いわゆる満韓交換論をロシア側へ提案した。しかし、積極的な主戦論を主張していたロシア海軍や関東州総督のエヴゲーニイ・アレクセーエフらは、朝鮮半島でも増えつつあったロシアの利権を妨害される恐れのある妥協案に興味を示さなかった。さらにニコライ2世やクロパトキンも主戦論に同調した。常識的に考えれば、強大なロシアが日本との戦争を恐れる理由は何もなかった。ロシアの重臣の中でもセルゲイ・ヴィッテ財務大臣は、戦争によって負けることはないにせよ、ロシアが疲弊することを恐れて戦争回避論を展開したが、この当時何の実権もなかった大臣会議議長（のちの十月詔書で首相相当になるポスト）に左遷された。ロシアは日本側への返答として、朝鮮半島の北緯39度以北を中立地帯とし、軍事目的での利用を禁ずるという提案を行った。
日本側では、この提案では日本海に突き出た朝鮮半島が事実上ロシアの支配下となり、日本の独立も危機的な状況になりかねないと判断した。またシベリア鉄道が全線開通すると、ヨーロッパに配備されているロシア軍の極東方面への派遣が容易となるため、その前の対露開戦へと国論が傾いた。そして1904年2月6日、日本の外務大臣小村寿太郎は当時のロシアのローゼン公使を外務省に呼び、国交断絶を言い渡した。同日、駐露公使栗野慎一郎は、ラムスドルフ外相に国交断絶を通知した。

### 外貨調達
戦争遂行には膨大な物資の輸入が不可欠であり、日本銀行副総裁高橋是清は日本の勝算を低く見積もる当時の国際世論の下で外貨調達に非常に苦心した。当時、政府の戦費見積もりは4億5,000万円であった。日清戦争の経験で戦費の3分の1が海外に流失したため、今回は1億5,000万円の外貨調達が必要であった。この時点で日銀の保有正貨は5,200万円であり、約1億円を外貨で調達しなければならなかった。外国公債の募集には担保として関税収入を充てることとし、発行額1億円、期間10年据え置きで最長45年、金利5パーセント以下との条件で、高橋是清（外債発行団主席）は桂総理・曾禰蔵相から委任状と命令書を受け取った。
開戦とともに日本の既発の外債は暴落しており、初回に計画された1,000万ポンドの外債発行もまったく引き受け手が現れない状況であった。これは、当時の世界中の投資家が、日本が敗北して資金が回収できないと判断したためである。特にフランス系の投資家はロシアとの同盟（露仏同盟）の手前もあり、当初は非常に冷淡であった。またドイツ系の銀行団も慎重であった。アメリカでも同様であったが、ハーバード留学時代にセオドア・ルーズベルトと面識があった金子堅太郎は再度渡米して直接説明したほか、全米各地で講演を開き日本の立場を訴えた。また金子と伊沢修二は留学中にアレクサンダー・グラハム・ベルの元に出向いて電話の通話体験していたが、ベルも要人らに日本の実情を説明し募債に協力した。
是清は4月にイギリスで、額面100ポンドに対して発行価格を93.5ポンドまで値下げし、日本の関税収入を抵当とする好条件で、イギリスの銀行家たちと1か月以上交渉の末、ようやくロンドンでの500万ポンドの外債発行の成算を得た。当時の香港上海銀行ロンドン支店長ユーウェン・キャメロンはのちのイギリス首相デーヴィッド・キャメロンの高祖父であり、高橋が戦費調達のためイギリスを訪れた際には、この支店長から助力を得たというエピソードがある。またロンドンに滞在中であり、帝政ロシアを敵視するアメリカのドイツ系ユダヤ人銀行家ジェイコブ・シフの知遇を得て、ニューヨークの金融街から残額500万ポンドの外債引き受けおよび追加融資を獲得した。
第1回は1904年5月2日に仮調印に漕ぎ着けた。結果、当初の調達金利を上回る6パーセントでの調達（割引発行であるため実質金利は7年償還で約7パーセント）となったが、応募状況はロンドンが大盛況で募集額の約26倍、ニューヨークで3倍となり大成功の発行となった。1904年5月に鴨緑江会戦でロシアを圧倒して日本が勝利すると国際市場で日本外債は安定し、第2回の1904年11月の6.0パーセント（償還7年で実質約7.4パーセント）を底として、1905年3月の第3回ではドイツ系の銀行団（M・M・ヴァールブルク&COなど）も参加し、4.5パーセントでの借り換え調達に成功した。この3月および続く7月の募集でパンミュア・ゴードンが引受に参加している。11月の第5回には公開市場で募集、利率を4パーセントに下げ、無担保で消化できた。このときから是清はロスチャイルドへ根回しをしていた。好条件はベアリング家の貢献もあった。
終戦後、1907年の第6回ではN・M・ロスチャイルド&サンズとロチルド・フレールも参加している。後者は1910年新たに4億5,000万フラン貸したが、1951年9月末で4億3,432万8,700フランが未償還であった。
結局日本は、1904年から1907年にかけ合計6次の外債発行により、借り換え調達を含め総額1億3,000万ポンド（約13億円弱）の外貨公債を発行した。このうち最初の4回、8,200万ポンドの起債が実質的な戦費調達資金であり、あとの2回は好条件への切り替え発行であった。しかし、切り替えのために鉄道国有法を制定する必要があった。なお日露戦争開戦前年の1903年（明治36年）の一般会計歳入は2.6億円であり、いかに巨額の資金調達であったかが分かる。この公債は、第一次世界大戦のあとまで残ることとなった。
日本政府の一般・特別会計によると日露戦争の戦費総額は18億2,629万円とされる。

## 戦闘序列

### 日本軍
大日本帝国 大日本帝国軍の戦闘序列。
- 大日本帝国陸軍 - 山縣有朋元帥：参謀総長
- 満州軍 - 大山巌元帥：総司令官
  - 第1軍 - 黒木為楨大将
    - 近衛師団 - 長谷川好道中将
      - 第1近衛旅団
      - 第2近衛旅団

    - 第2師団 - 西寛二郎中将
      - 第3旅団
      - 第15旅団

    - 第12師団 - 井上光中将
      - 第12旅団
      - 第23旅団

    - 近衛後備旅団(梅沢旅団) - 梅沢道治少将

  - 第2軍 - 奥保鞏大将
    - 第3師団 - 大島義昌中将
      - 第15旅団
      - 第72旅団

    - 第4師団 - 小川又次中将[注釈 7]
      - 第17旅団
      - 第19旅団

    - 第6師団 - 大久保春野中将
      - 第11旅団
      - 第24旅団

    - 後備第1旅団
    -  騎兵第1旅団 - 秋山好古少将
    - 第1野戦砲兵旅団

  - 第3軍 - 乃木希典大将[33]
    - 第1師団 - 松村務本中将[注釈 8]→飯田俊助中将[注釈 9]
    - 第7師団 - 大迫尚敏中将
    - 第9師団 - 大島久直中将
    - 第11師団 - 土屋光春中将

  - 第4軍 - 野津道貫大将
    - 第5師団 - 上田有沢中将[注釈 10]
      - 第9旅団
      - 第21旅団

    - 第10師団 - 川村景明中将
      - 第8旅団
      - 第20旅団

    - 第18後備旅団

### ロシア軍
ロシア帝国 ロシア帝国軍の戦闘序列。
- ロシア満洲軍（ロシア語版） - アレクセイ・クロパトキン大将総司令官
  - 第1軍（英語版） - ニコライ・リネウィッチ大将 歩騎兵106,500名、砲370門
    - 第1軍団
    - 第2シベリア軍団
    - 第3シベリア軍団
    - 第4シベリア軍団

  - 第2軍（英語版） - アレクサンドル・カウリバルス大将 歩騎兵91,700名、砲502門
    - 第1シベリア軍団
    - 混成歩兵軍団
    - 第8軍団
    - 第10軍団

  - 第3軍（英語版） - アレクサンドル・ビルデルリング大将 歩騎兵60,700名、砲266門
    - 第5シベリア軍団
    - 第6シベリア軍団
    - 第17軍団

  - 予備隊
    - 第16軍団
    - ミシチェンコ支隊
    - マスロフ支隊

 モンテネグロ公国

## 経過

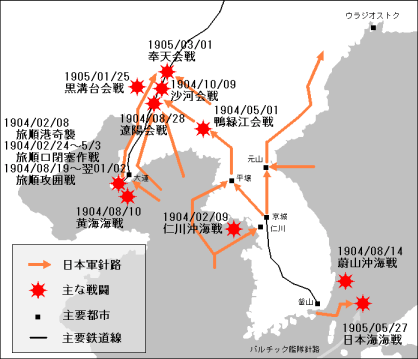
日露戦争の経過

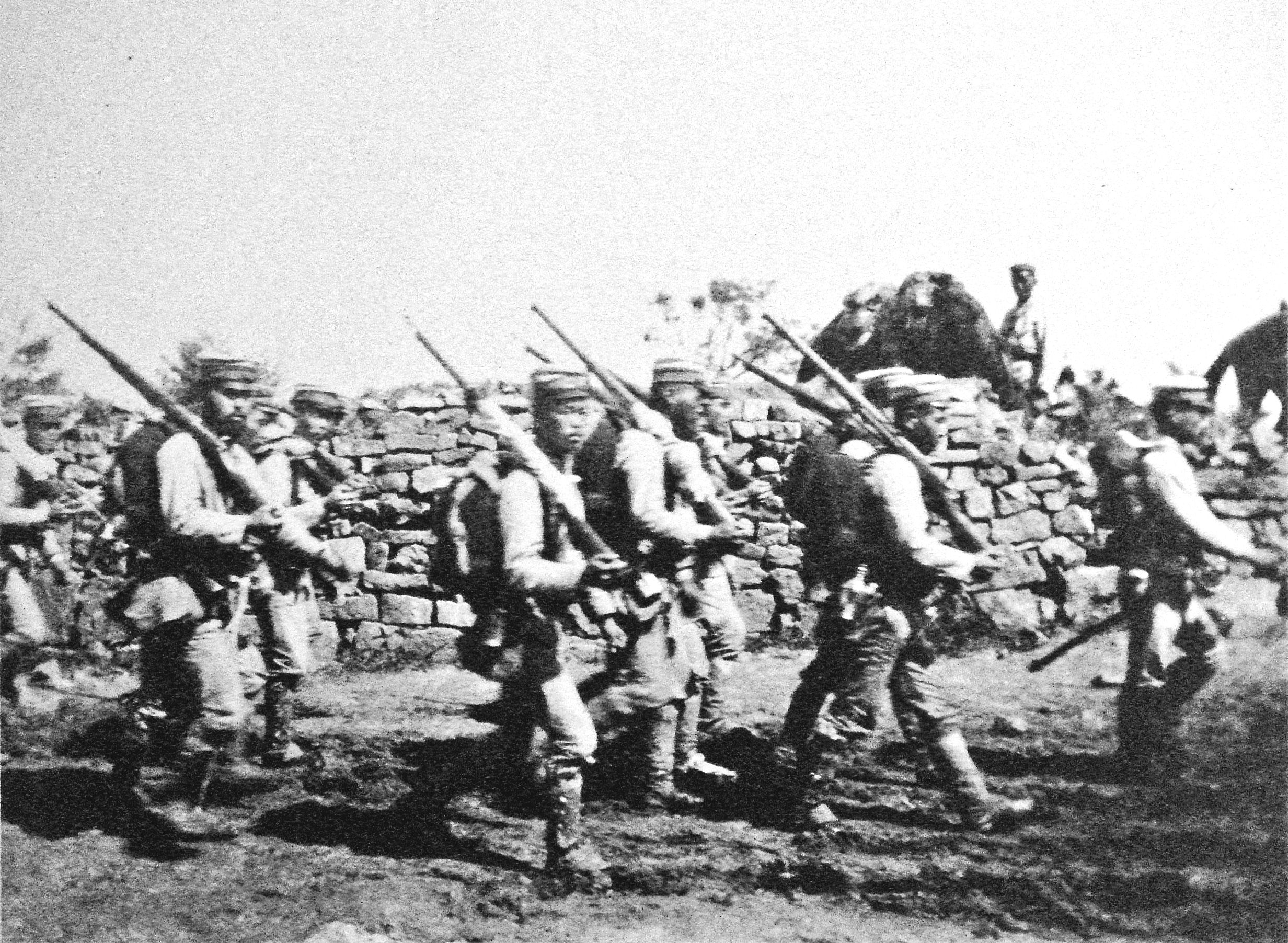
朝鮮半島を進軍中の日本軍歩兵（1904年撮影）

### 開戦時の両軍の基本戦略
日本側戦闘領域の北限はハルビンまでに限局しシベリアまでの追撃は行なわず、戦争期間は1年程度と想定していた。海軍が第一艦隊と第二艦隊をもって旅順にいるロシア太平洋艦隊を殲滅ないし封鎖し、第三艦隊をもって対馬海峡を抑え制海権を確保する。その後、陸軍が第一軍をもって朝鮮半島へ上陸、在朝鮮のロシア軍を駆逐し、第二軍をもって遼東半島へ橋頭堡を立て旅順を孤立させる。さらにこれらに第三軍、第四軍を加えた四個軍をもって、満洲平野にてロシア軍主力を早めに殲滅する。のちに沿海州へ進撃し、ウラジオストクの攻略まで想定。海軍によるロシア太平洋艦隊の殲滅はヨーロッパより回航が予想されるバルチック艦隊の到着までに行う。
1904年2月11日大本営が設置された。このときは1903年の大本営条例の全部改正により軍事参議院が設置され、戦時においても初めて軍令機関が陸海軍並列対等となったことから、陸軍の参謀総長、海軍の海軍軍令部長の両名ともに幕僚長とされた。
 ロシア側陸軍は日本側の上陸を朝鮮半島南部と想定。鴨緑江付近に軍を集結させ、北上する日本軍を迎撃させる。迎撃戦で日本軍の前進を許した場合は、日本軍を引きつけながら順次ハルビンまで後退し、補給線の延びきった日本軍を殲滅するという戦略に変わる。海軍は太平洋艦隊は無理に決戦をせず、ヨーロッパ方面からの増援を待つ。ただしロシア側ではこの時期の開戦を想定しておらず、旅順へ回航中だった戦艦オスリャービャが間に合わなかったなど、準備は万全と言えるものではなかった。

### 開戦

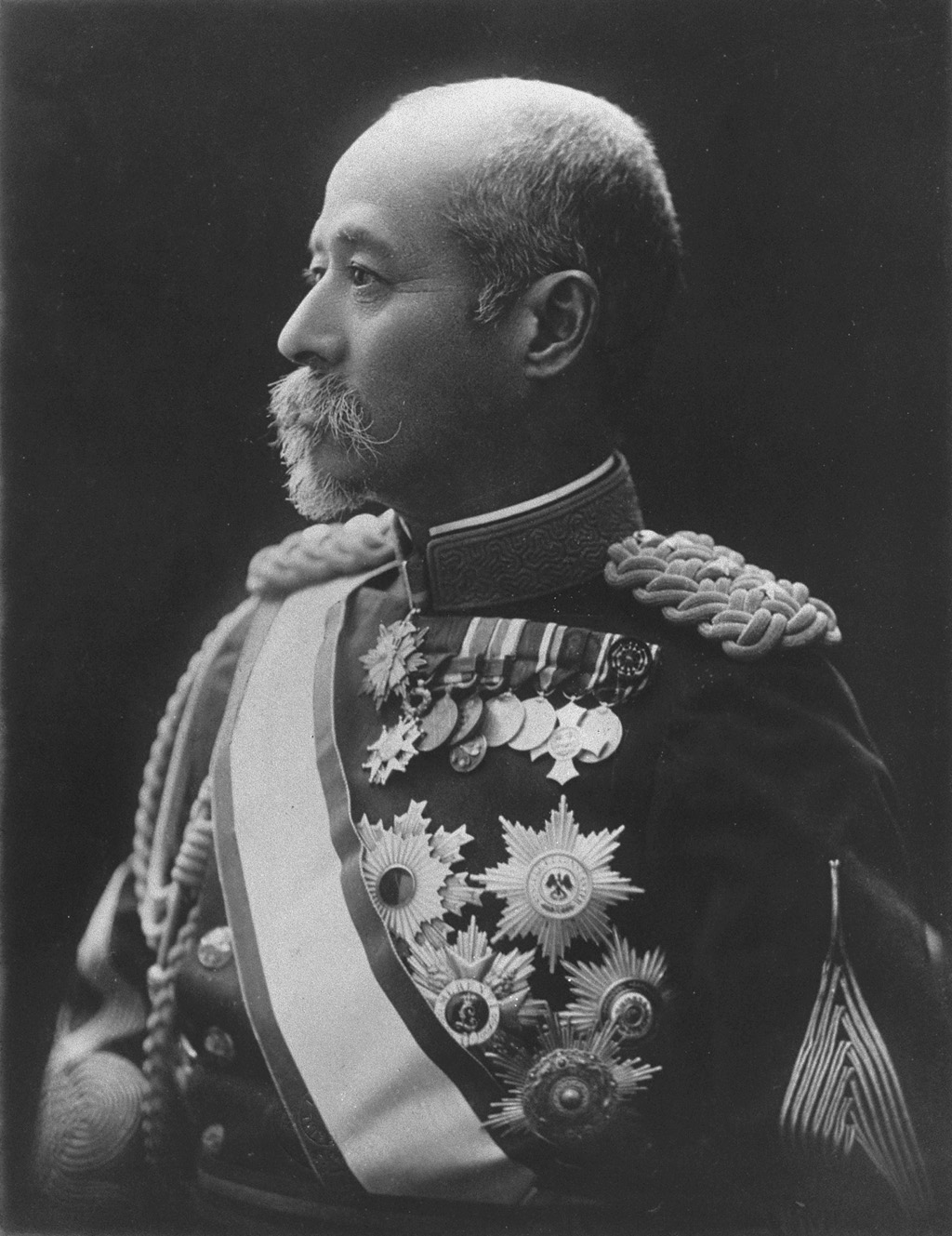
児玉源太郎

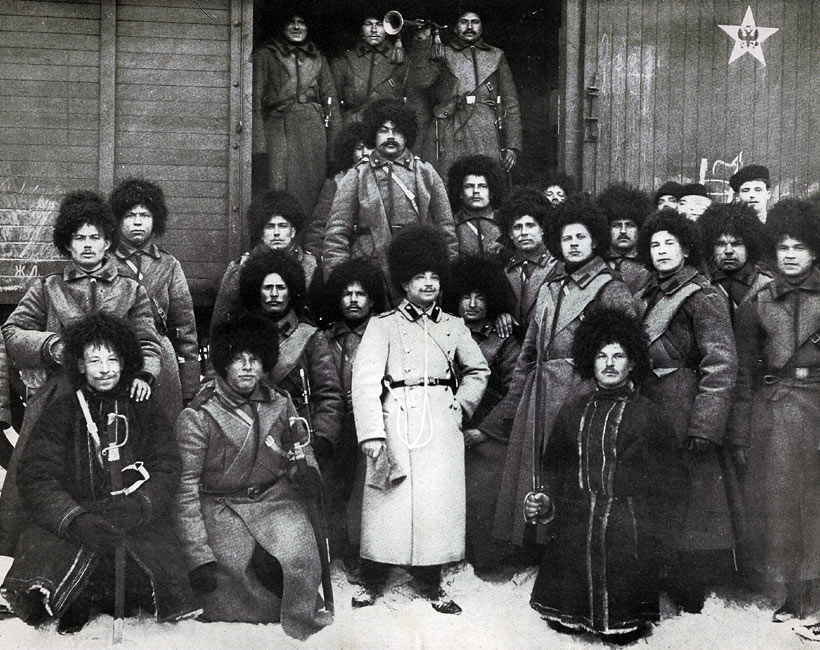
満洲で撮影されたロシア軍の第23砲兵旅団の写真

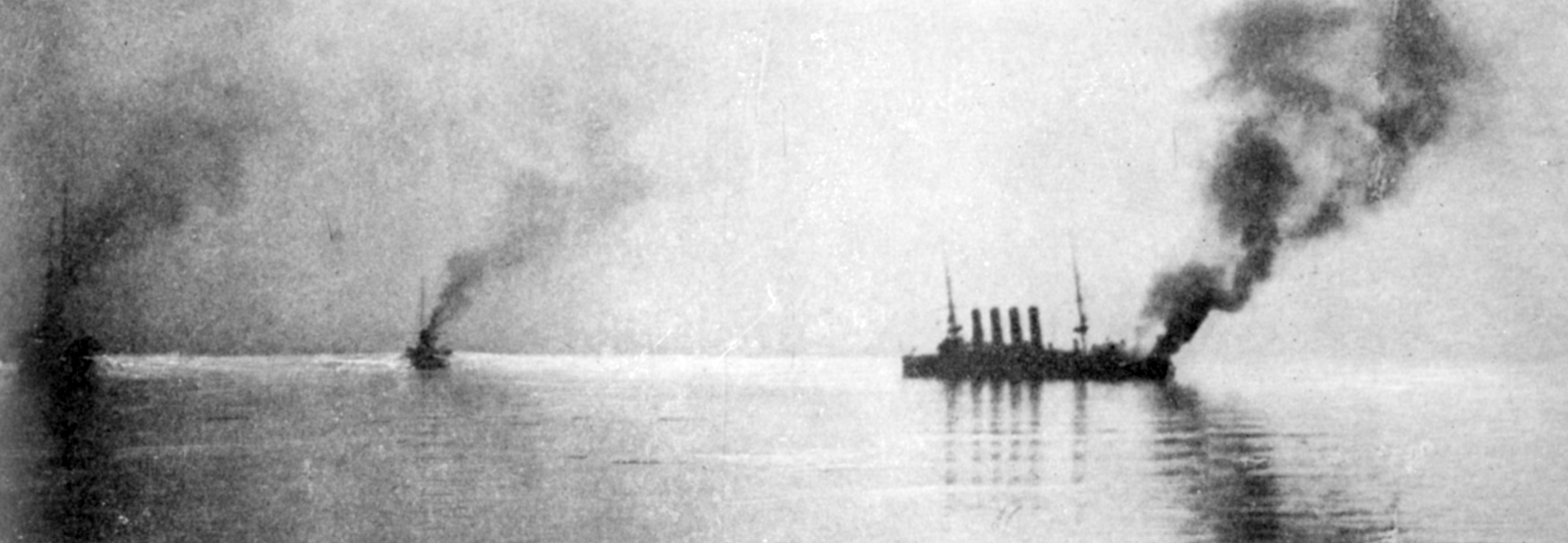
仁川沖海戦で炎上するロシア艦（右がヴァリャーグ）

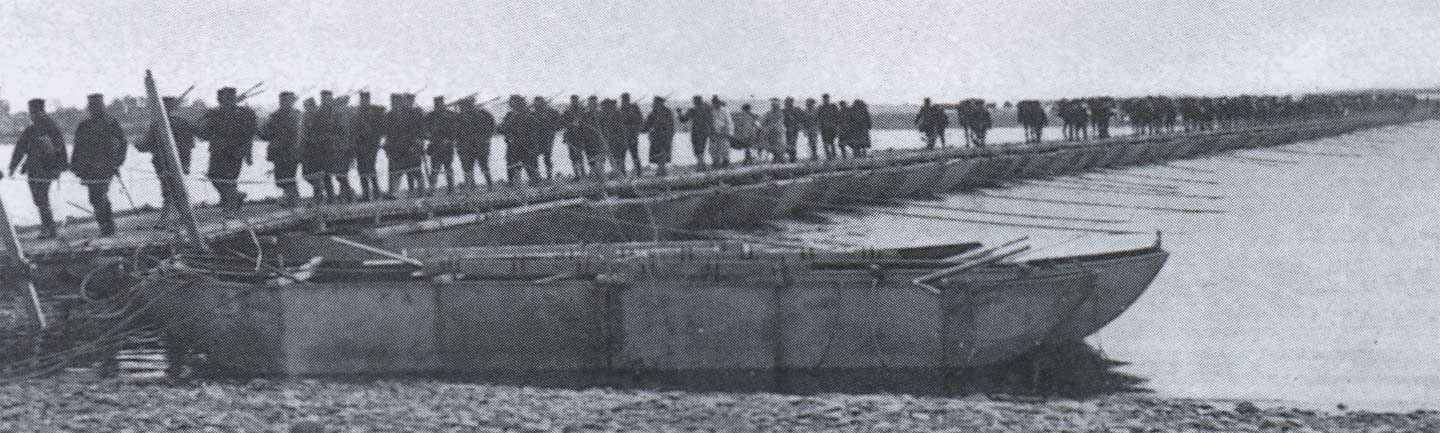
鴨緑江に架けた仮設橋を渡る第一軍部隊

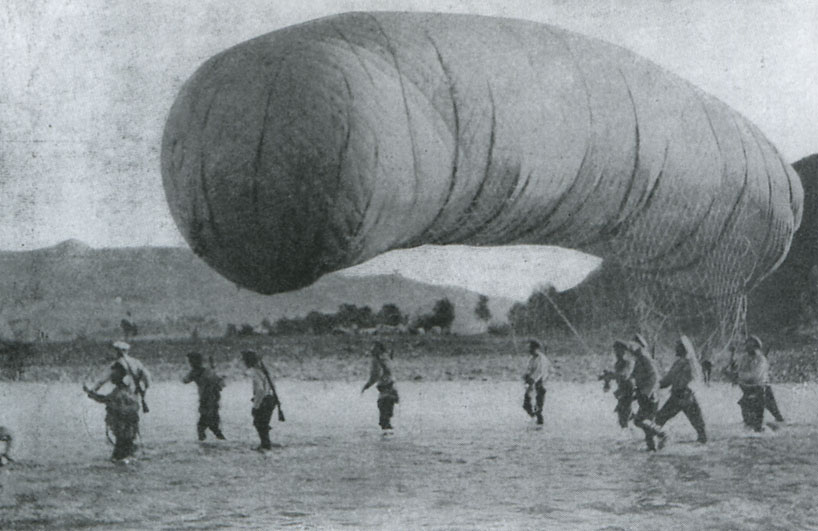
遼陽会戦でロシア軍の使用した観測気球の気嚢

大日本帝国海軍は1904年2月6日午後2時に佐世保港を出航し、3手に分かれてそれぞれ仁川、旅順、大連に向かった。釜山沖ではロシア船2隻を拿捕したが、この戦闘で日本軍の重軽傷者は54名・死者4名以上となった。
2月8日、大日本帝国陸軍は先遣部隊の第12師団木越旅団が日本海軍の第2艦隊瓜生戦隊の護衛を受けながら朝鮮の仁川に上陸した。その入港時に瓜生戦隊の水雷艇と同地に派遣されていたロシアの砲艦コレーエツが小競り合いを起したのが最初の直接戦闘であった。同日夜には旅順港にいたロシア旅順艦隊に対する日本海軍駆逐艦の奇襲攻撃（旅順口攻撃）も行われた。この攻撃ではロシアの艦艇数隻に損傷を与えたが修復可能で大きな戦果とは言えなかった。瓜生戦隊は翌2月9日、仁川港外にて巡洋艦ヴァリャーグとコレーエツを攻撃し自沈に追い込んだ（仁川沖海戦）。ロシア軍は104名が死傷した。
日本政府は2月10日にロシア政府への宣戦布告を行い、2月11日に大本営を設置、2月23日には大韓帝国との間で日本軍の補給線の確保を目的とした日韓議定書を締結、3月15日に元老の松方正義、井上馨らが帝国軍人援護会を結成するなど準備を整えていった。

### 負傷兵の搬送
フランス軍に救出されたヴァリャーグの乗員24名を含め、負傷兵は仁川に臨時に設けられた仁川赤十字病院に送られた（ここには京城の漢城病院、仁川共立病院の医師や従軍看護婦が派遣された）。仁川の日本兵84名とロシア兵22名は3月3日から4日間かけて博愛丸に収容され、3月10日に門司港に到着し、さらに伊予・松山地域の赤十字臨時病院に移された。

### ロシア側の抗議
外交交渉を一方的に打ち切り、宣戦布告前の攻撃に及んだことに対しロシア政府は日本政府へ抗議した。当時は「攻撃開始の前に宣戦布告しなければならない」という国際法上の規定はなかったが、「ハーグ陸戦条約の『武力行使の前に第三国による調停を依頼する努力』規定に違反した」と主張した。
日本側は戦時の開始を2月6日とすることを決め、これが認められたために釜山沖での拿捕も承認された。
3月6日、上村彦之丞海軍中将が率いる装甲巡洋艦「出雲」、「八雲」、「吾妻」、「磐手」、「浅間」、防護巡洋艦「笠置」、「吉野」がウスリー湾方面からウラジオストク港に接近して薄氷の外から造船場、砲台、市街地に向けて約50分間砲撃した後引き上げた。ロシア旅順艦隊は増援を頼みとし、日本の連合艦隊との正面決戦を避けて旅順港に待機した。
連合艦隊は2月から5月にかけて、旅順港の出入り口に古い船舶を沈めて封鎖しようとしたが、失敗に終わった（旅順港閉塞作戦）。4月13日、連合艦隊の敷設した機雷が旅順艦隊の旗艦である戦艦ペトロパヴロフスクを撃沈、旅順艦隊司令長官マカロフ中将を戦死させるという戦果を上げたが（後任はヴィリゲリム・ヴィトゲフト少将）、5月15日には逆に日本海軍の戦艦「八島」と「初瀬」がロシアの機雷によって撃沈される。
一方で、ウラジオストクに配備されていたロシアのウラジオストク巡洋艦隊は、積極的に出撃して通商破壊戦を展開する。ウラジオストク艦隊は4月25日に日本軍の輸送艦金州丸を撃沈している。このとき捕虜となった日本海軍の少佐は、戦後免官となった。この時は上村彦之丞中将率いる第二艦隊が再びウラジオストク港を攻撃しようとしていた時であり、以降第三艦隊に代わり第二艦隊が一部を除いて対馬海峡警備に当たった。

### 旅順要塞攻囲戦・黄海海戦・遼陽会戦
黒木為楨大将率いる日本陸軍の第一軍は朝鮮半島に上陸し、4月30日から5月1日の戦闘で、安東（現・丹東）近郊の鴨緑江岸でロシア軍を破った（鴨緑江会戦）。続いて奥保鞏大将率いる第二軍が遼東半島の塩大墺に上陸し、5月26日、旅順半島の付け根にある南山のロシア軍陣地を攻略した（南山の戦い）。南山は旅順要塞のような本格的要塞ではなかったが堅固な陣地で、第二軍は死傷者4,000の損害を受けた。東京の大本営は損害の大きさに驚愕し、桁をひとつ間違えたのではないかと疑ったという。第二軍は大連占領後、第1師団を残し、遼陽を目指して北上した。6月14日、旅順援護のため南下してきたロシア軍部隊を得利寺の戦いで撃退、7月23日には大石橋の戦いで勝利した。
旅順要塞に対して陸軍は3月上旬までは監視で十分であると判断していたが、その後3月14日、北上する2個軍の後方に有力な露軍戦力を残置するのは危険と判断し、2個師団から構成される攻城軍を編成することを決定した。しかし、海軍側としては陸軍の援助なしの海軍独力による旅順の処理を望んだようで、事前調整の段階から陸軍の後援を要求しない旨をしばしば口外した大本営海軍幕僚もいたと伝えられる。4月6日に行われた陸軍の大山巌参謀総長、児玉源太郎次長と海軍軍令部次長伊集院五郎との合議議決文には「陸軍が要塞攻略をすることは海軍の要請にあらず」という1文があるように、4月に入っても海軍は独力による旅順艦隊の無力化に固執し続け、閉塞作戦失敗後は機雷による封鎖策に転換し、4月12日 - 13日に実施されたが失敗した。
ロシアバルト海艦隊（バルチック艦隊）の極東回航がほぼ確定し、追い詰められた海軍は開戦当初から拒み続けてきた陸軍の旅順参戦を認めざるを得なくなった。このような経緯により要塞攻略を主任務とする第三軍の編成は遅れ、戦闘序列は5月29日に発令となった。軍司令部は東京で編成され、司令官には日清戦争で旅順攻略に参加した経歴があった乃木希典大将が命された。
6月20日現地総司令部として満洲軍総司令部が設置され、大本営から指揮権が移された。6月8日に大連に到着した第三軍司令部は、すでに上陸していた第一、第十一師団（ともに第二軍より抽出された）を麾下に加えて前進を開始し、6月26日までに旅順外延部まで進出した。7月12日には伊東祐亨海軍軍令部長から山縣有朋参謀総長に、旅順艦隊を旅順港より追い出すか壊滅させるよう正式に要請が入る。8月7日より海軍陸戦重砲隊が旅順港内の艦船に向けて砲撃を開始し、旅順艦隊に損傷を与えた。
これを受けて、旅順艦隊は8月10日に旅順からウラジオストクに向けて出撃、待ち構えていた連合艦隊との間で海戦が起こった。この海戦で旅順艦隊は旗艦と司令長官、巡洋艦と駆逐艦の過半を事実上失い、残った艦艇も大きな損害を受けて旅順へ引き返した（黄海海戦・コルサコフ海戦）。ロシアのウラジオストク艦隊は、6月15日に輸送船常陸丸を撃沈する（常陸丸事件）など活発な通商破壊戦を続けていたが、旅順艦隊に呼応して出撃すると8月14日に日本海軍第二艦隊に蔚山沖で捕捉された。第二艦隊はウラジオストク艦隊に大損害を与え、その後の活動を阻止した（蔚山沖海戦）。旅順艦隊は出撃をあきらめ作戦能力を失っていたが、日本側ではそれが確認できず第三軍は要塞に対し第一回総攻撃を8月19日に開始した。しかし、ロシアの近代的要塞の前に死傷者1万5,000という大損害を受け失敗に終わる。
8月末、日本の第一軍、第二軍および野津道貫大将率いる第四軍は、満洲の戦略拠点遼陽へ迫った。8月24日 - 9月4日の遼陽会戦では、第二軍が南側から正面攻撃をかけ、第一軍が東側の山地を迂回し背後へ進撃した。ロシア満洲軍の総司令官クロパトキン大将は全軍を撤退させ、日本軍は遼陽を占領したもののロシア軍の撃破には失敗した。10月9日 - 10月20日にロシア軍は攻勢に出るが、日本軍の防御の前に失敗する（沙河会戦）。こののち、両軍は遼陽と奉天（現・瀋陽）の中間付近を流れる沙河の線で対陣に入った。
10月15日にはロジェストヴェンスキー中将率いるバルチック艦隊（正確にはバルチック艦隊から抽出された第二太平洋艦隊）が旅順（旅順陥落の後はウラジオストク）へ向けてリエパヤ港を出発した。しかし10月21日、北海ドッガーバンク海上で、日本海軍の船と誤認してイギリスのトロール船を攻撃したドッガーバンク事件が発生。元々日英同盟を結んでいたことに加え、トラファルガー海戦記念日当日に起こった出来事であったことから、英世論の激高を買ったことはおろか、当時のイギリス国王エドワード7世をして「最も卑怯な暴行事件」と評させただけでなく、英国海軍艦艇28隻に補給地であるスペイン・ビーゴまで追跡されることとなるなど、一触即発の事態に発展した。

### 旅順攻略

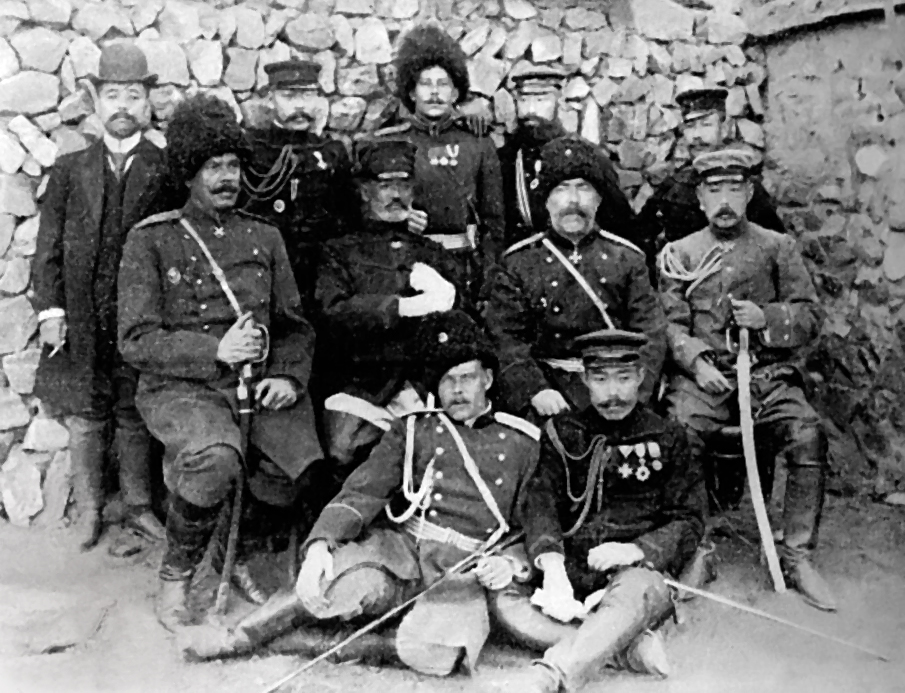
旅順水師営で降伏したステッセル将軍（中央右）

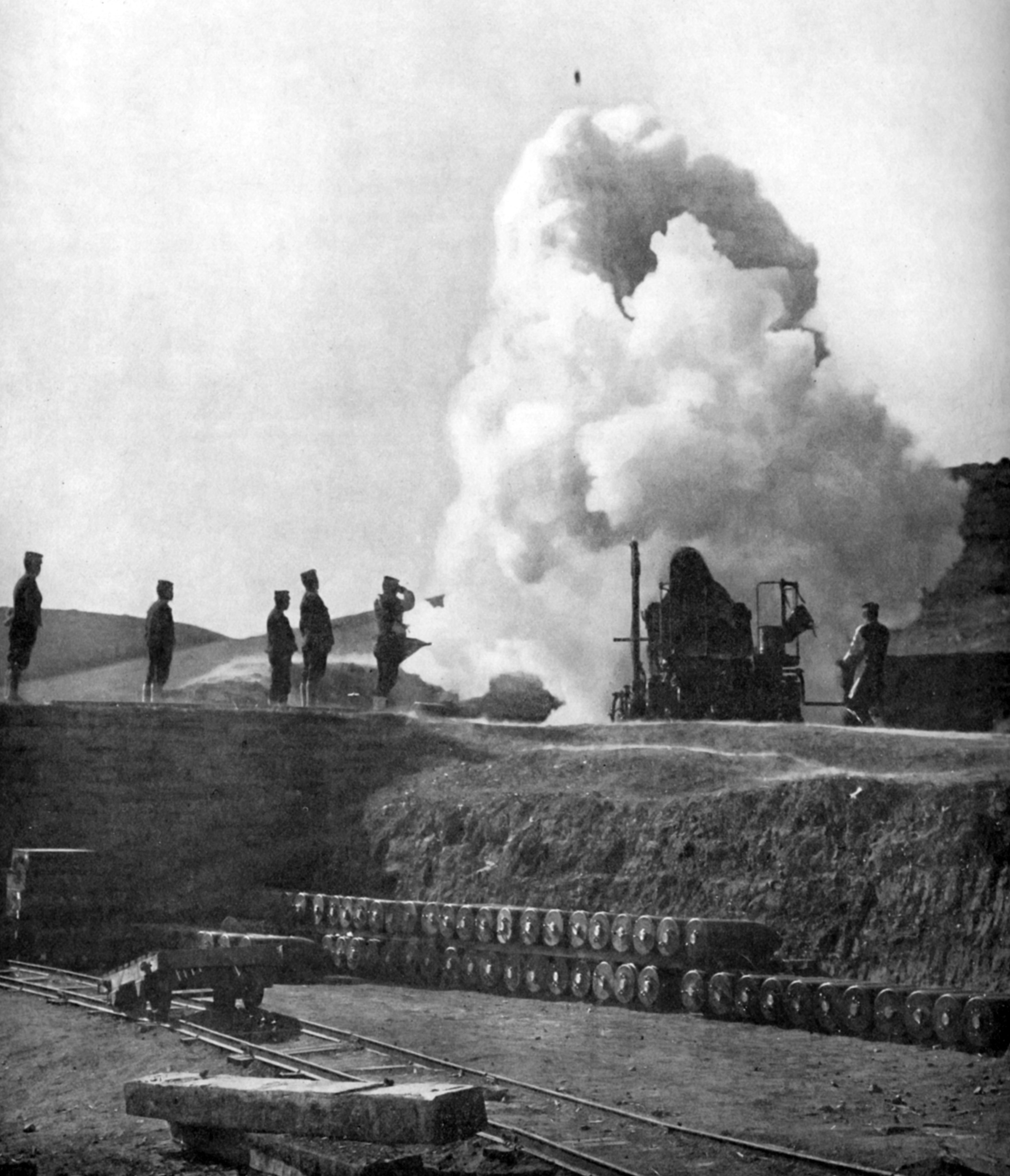
旅順要塞への28センチ砲の砲撃

第三軍は旅順への攻撃を続行中であった。しかしながら、港湾への大弧山からの観測射撃を8月 - 10月まで黄海海戦を挟んで実施し、旅順艦隊の壊滅には成功していた。しかし日本側にそれを確認することができず、その後の作戦運用に混乱をもたらすことになった。
第三軍は、要塞東北方面の防衛線を突破しその背後にある、旅順要塞で最高峰である「望台」を占領することで要塞の死命を制し、海軍の要望も果たそうとした。9月19日と10月26日の前後に分けて行われた第二回総攻撃は、突起部を形成している第一回総攻撃で占領した拠点の周辺を安定化させることを目的とし、203高地以外の作戦目標を攻略して目的を達成していたが、中央には失敗と判断された。
この際に第三軍は海鼠山を占領し、旅順港のほぼすべてを観測することができるようになったが、旅順艦隊主力が引きこもっている海域だけが俯瞰できず、このころより海軍は、より旅順港を一望できる203高地の攻略を優先するよう要請する。この海軍の要請に大本営も追認するが、第三軍と、上級司令部である満洲軍 (日本軍)は東北方面主攻を主張し続け対立。大本営と海軍は天皇の勅許まで取り付けて方針を変更するよう促した。
11月26日からの第三回総攻撃も苦戦に陥るが、途中より乃木の判断で要塞東北方面の攻撃を一時取りやめ、203高地攻略に方針を変更する。戦況を懸念した児玉源太郎大将は、大山巌元帥の了承をもらって旅順方面へ向かっていたが、直前に乃木が攻撃目標を変更したことを受けて、その攻略に尽力した。激戦の末、12月5日に旅順港内を一望できる203高地の占領を達成した。しかしその後も要塞は落ちず、第三軍は作戦目的である要塞攻略を続行し、翌1905年1月1日にようやく東北方面の防衛線を突破して望台を占領した。
これを受けて、ロシア軍旅順要塞司令官ステッセル中将は降伏を決意。旅順艦隊は203高地を奪われた時点で、すでに艦砲と乗員を陸地に揚げて防衛戦に投入しており、戦力としては無力化していたが、観測射撃を受けるようになった。しかし日本側の砲弾の品質問題などでほとんどの艦は船底を貫通されることはなく、ほとんどの艦艇は要塞降伏前後に、すぐさま使用できないようにすべて自沈させられた。
沙河では両軍の対陣が続いていたが、ロシア軍は新たに第二軍司令官に着任したグリッペンベルク大将の主導の下、1月25日に日本軍の最左翼に位置する黒溝台方面で攻勢に出た。一時、日本軍は戦線崩壊の危機に陥ったが、秋山好古少将、立見尚文中将らの奮戦により危機を脱した（黒溝台会戦）。2月には第三軍が戦線に到着した。

### 負傷兵の救護
清は万国紅十字上海支会の救護班を満洲南部に派遣して救護にあたった。日本軍負傷兵は、日本郵船の病院船である神戸丸で佐世保の佐世保海軍病院にも搬送された。旅順赤十字病院はロシアが1900年に設立したものだったが、日本がのちに旅順の租借権をロシアから引き継いだあとは日本赤十字社が運営した。

### 奉天会戦

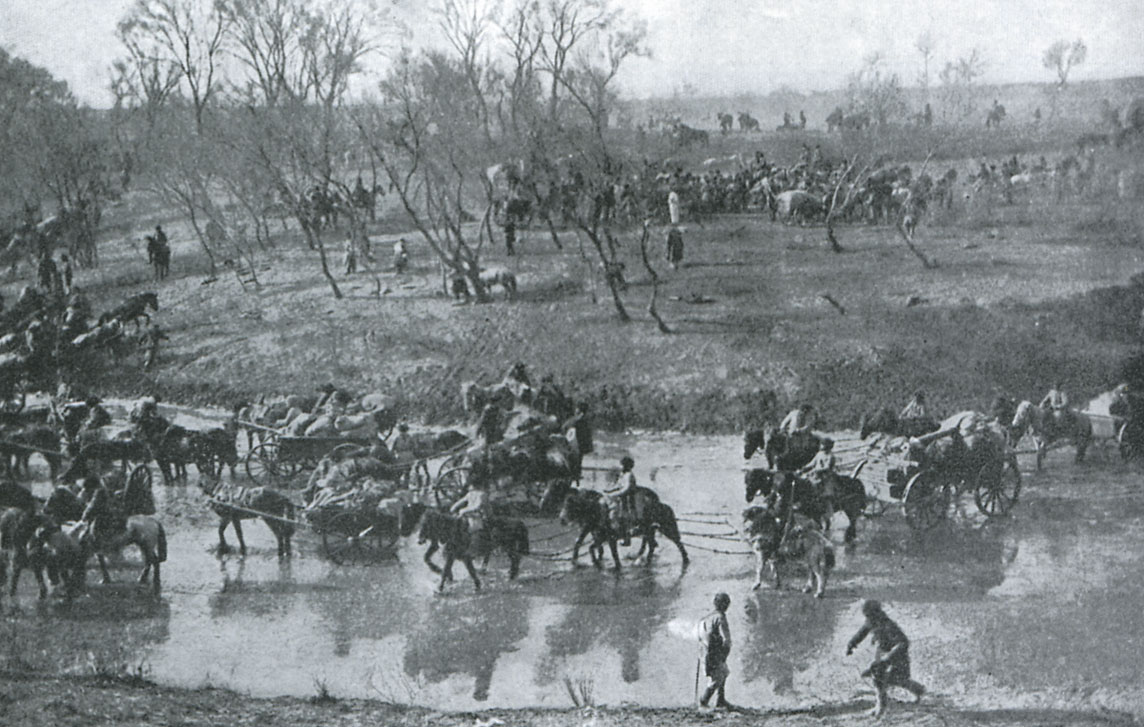
渡河を実施する奉天のロシア軍

日本軍は、ロシア軍の拠点・奉天へ向けた大作戦を開始する（奉天会戦）。2月21日、日本軍右翼が攻撃を開始。3月1日から、左翼の第三軍と第二軍が奉天の側面から背後へ向けて前進した。ロシア軍は予備を投入し、第三軍はロシア軍の猛攻の前に崩壊寸前になりつつも前進を続けた。3月9日、ロシア軍の総司令官クロパトキン大将は撤退を指示。日本軍は3月10日に奉天を占領したが、またもロシア軍の撃破には失敗した。
この結果を受けて、日本側に依頼を受けたアメリカ合衆国大統領セオドア・ルーズベルトが和平交渉を開始したが、まもなく日本近海に到着するバルチック艦隊に期待していたロシア側はこれを拒否した。一方、両陸軍は一連の戦いでともに大きな損害を受け作戦継続が困難となったため、その後は終戦まで四平街付近での対峙が続いた。

### 日本海海戦
バルチック艦隊は7か月に及んだ航海の末に日本近海に到達、5月27日に東郷平八郎率いる連合艦隊と激突した（日本海海戦）。5月29日にまでわたるこの海戦でバルチック艦隊はその艦艇のほとんどを失うのみならず、司令長官が捕虜になるなど壊滅的な打撃を受けた。ロシア側史料を紹介した稲葉千晴によると、海戦のロシア側死亡者4866名、負傷者799名に比して捕虜約6140名である。
これに対して連合艦隊は喪失艦がわずかに水雷艇3隻という、近代海戦史上においても例のない一方的な圧勝に終わった。この海戦の結果、日本側の制海権が確定し、頼みの綱のバルチック艦隊を完膚なきまで叩きのめされ追い込まれたロシア側も和平に向けて動き出した。
また欧米各国における「ロシア有利」との予想を覆すだけでなく、バルチック艦隊の壊滅という予想もしなかった海戦の結果は列強諸国を驚愕させ、トルコのようにロシアの脅威にさらされた国、ポーランドやフィンランドのようにロシアに編入された地域のみならず、イギリスやフランス、アメリカやオランダなどの白人国家による植民地支配に甘んじていたアジア各地の有色人種の民衆を熱狂させた。

### 講和勧告と樺太攻略
米大統領セオドア・ルーズベルトは、日本海海戦の後に外務大臣小村寿太郎（第1次桂内閣）から要請を受け、1905年6月6日に日本・ロシア両国政府に対し講和勧告を行い、ロシア側は12日に公式に勧告を受諾した。
日本軍は和平交渉の進むなか、7月に樺太攻略作戦を実施し、全島を占領した。この占領が後の講和条約で南樺太の日本への割譲をもたらすこととなる。講和以降の樺太には王子製紙、富士製紙、樺太工業などのパルプ産業企業が進出した。

### 講和へ
ロシアでは、ロシア第一革命が起こり、ロシア国内は混乱状態になり、戦争の継続が困難となった。
日本も講和の提案を受け入れる形をとった。国民への増税や、動員兵力が109万人へ達したり、死傷者も27万人と国力の消耗が激しく戦争の継続は望むところでは無かった。
アメリカの仲介により講和交渉のテーブルに着いた両国は、8月10日からアメリカ・ニューハンプシャー州・ポーツマス近郊で終戦交渉に臨み、1905年9月5日に締結されたポーツマス条約により講和した。日本はポーツマス条約によって遼東半島（関東州）の租借権、東清鉄道の長春〜大連の支線、朝鮮半島の監督権を得た。鉄道守備隊はのちに関東軍となった。10月、満洲軍総司令官下に関東総督府を設置し、軍政を敷いた。清国がこれに抗議し、日本の門戸閉鎖に対して英米が反発、1906年3月に満洲の門戸開放を迫ったため、日本は満洲開放の方針を確認し、関東総督府を関東都督府として改組した。1906年11月、民間企業で日本最大のコンツェルンとして南満洲鉄道株式会社を設立、以降、南満洲鉄道を柱とする満洲経営権益は日本の重大な課題となった。
日英同盟は攻守同盟へと強化され、日本の朝鮮半島支配とイギリスのインド支配を相互承認した。またアメリカとも桂・タフト協定で日本の朝鮮半島支配権とアメリカのフィリピン支配権を相互に確認した。フランスも同盟国ロシアの弱体化を受けて日本に接近、1907年、日仏協約を締結。ロシアも国内での革命運動の激化などを背景に日本に接近し、1907年日露協約（第二次日露協商）を締結し、日本が南満洲、ロシアが北満洲を勢力範囲とし、日本の朝鮮半島支配とロシアの外蒙古の「特殊利益」を相互承認した。日本は列強の承認の下、1910年に韓国併合にいたった。満洲は「10万の生霊と20億の国帑」で購われた「特殊地域」と日本はみなした。イギリスは、フランス、ロシア、日本によるドイツ包囲網を形成したが、日本国内では親英路線と親露路線とが対立した。日米関係は満洲権益をめぐって対立、また日系移民排斥問題などが発生し悪化していたが、1907年の日米紳士協定、1908年の高平・ルート協定によって緊張を宥和させ、1911年の日米通商航海条約によって日本は関税自主権を獲得し、日本は従属的な立場を解消させた。
明治天皇は、講和条約締結から約8か月後の1906年6月7日に、帝国軍人後援会に対し慰労の勅語を下した。

### 年表

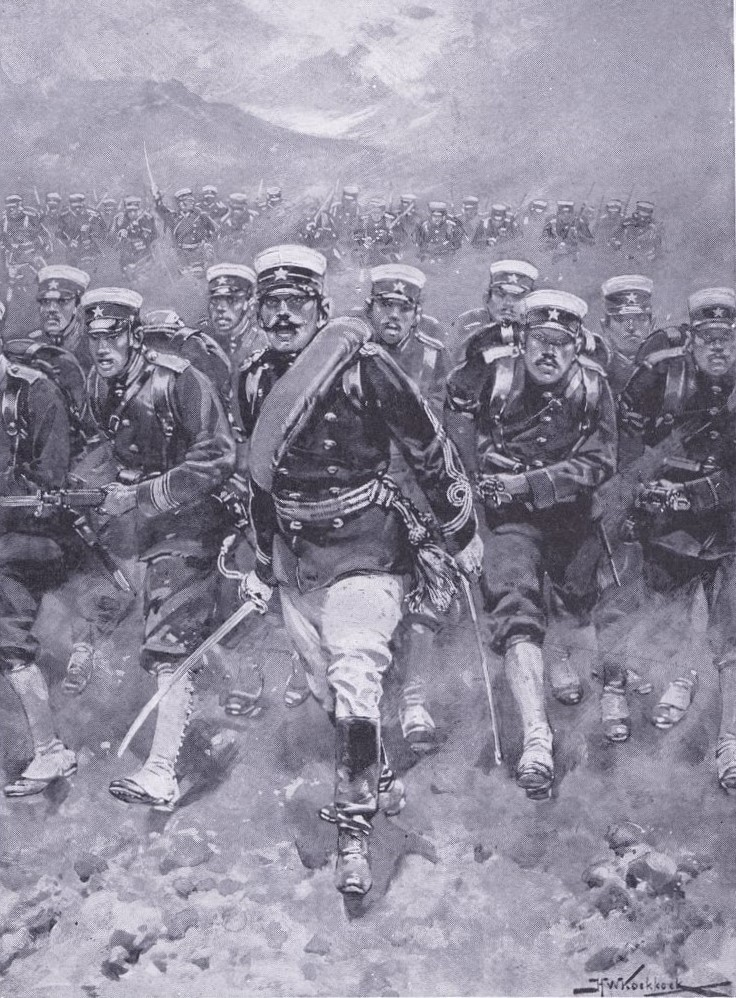
日露戦争での日本陸軍歩兵（ヨハネス・ヘルマン・バレンド・コッコエク）

| 月             | 分類       | 出来事                                                         |
| -------------- | ---------- | -------------------------------------------------------------- |
| 1904年02月06日 | 日露戦争   | 日本が、ロシアに対して最後通牒を発令。                         |
| 1904年02月08日 | 日露戦争   | 日本陸軍先遣隊が仁川に上陸                                     |
| 1904年02月08日 | 日露戦争   | 日本海軍、旅順港外のロシア艦隊を夜襲                           |
| 1904年02月09日 | 日露戦争   | 仁川沖海戦                                                     |
| 1904年02月10日 | 日露戦争   | 相互宣戦布告                                                   |
| 1904年02月11日 | 日本国内   | 大本営を設置                                                   |
| 1904年02月12日 | 世界情勢   | 清国が局外中立を宣言する                                       |
| 1904年02月23日 | 日本国内   | 大韓帝国と日韓議定書を結ぶ                                     |
| 1904年02月24日 | 日露戦争   | 第一次旅順口閉塞作戦                                           |
| 1904年03月27日 | 日露戦争   | 第二次旅順口閉塞作戦                                           |
| 1904年03月30日 | 日本国内   | 『陸海軍ニ属スル臨時事件費特別会計法』の公布                   |
| 1904年04月01日 | 日本国内   | 非常特別税法、煙草専売法を公布する                             |
| 1904年04月08日 | 世界情勢   | 英仏協商が締結される                                           |
| 1904年05月01日 | 日露戦争   | 鴨緑江会戦                                                     |
| 1904年05月08日 | 日露戦争   | 日本軍、遼東半島に上陸開始                                     |
| 1904年06月15日 | 日本国内   | 常陸丸事件                                                     |
| 1904年06月20日 | 日本国内   | 満洲軍総司令部を設置する                                       |
| 1904年07月28日 | ロシア国内 | ヴャチェスラフ・プレーヴェ内務大臣、暗殺される                 |
| 1904年08月10日 | 日露戦争   | 黄海海戦                                                       |
| 1904年08月22日 | 日本国内   | 大韓帝国と第一次日韓協約を結ぶ                                 |
| 1904年08月14日 | 日露戦争   | 蔚山沖海戦                                                     |
| 1904年08月19日 | 日露戦争   | 第一回旅順総攻撃                                               |
| 1904年08月30日 | 日露戦争   | 遼陽会戦                                                       |
| 1904年10月09日 | 日露戦争   | 沙河会戦                                                       |
| 1904年10月15日 | 日露戦争   | バルチック艦隊出航                                             |
| 1904年11月26日 | 日露戦争   | 第二回旅順総攻撃                                               |
| 1904年12月05日 | 日露戦争   | 日本軍、旅順口203高地を占領                                    |
| 1904年12月31日 | 日露戦争   | 第三回旅順総攻撃                                               |
| 1905年01月01日 | 日本国内   | 非常特別税法改正法、塩専売法、相続税法を公布する               |
| 1905年01月02日 | 日露戦争   | 旅順開城                                                       |
| 1905年01月22日 | ロシア国内 | 血の日曜日事件が起きる 各地でストライキが起きる                |
| 1905年01月25日 | 日露戦争   | 黒溝台会戦                                                     |
| 1905年01月28日 | 日本国内   | 竹島を命名し島根県の管轄とする閣議決定                         |
| 1905年03月01日 | 日露戦争   | 奉天会戦                                                       |
| 1905年03月08日 | 日本国内   | 鉱業法を公布する                                               |
| 1905年03月31日 | 世界情勢   | 第一次モロッコ事件                                             |
| 1905年05月25日 | 日本国内   | 台湾全島に戒厳令を敷く                                         |
| 1905年05月27日 | 日露戦争   | 日本海海戦                                                     |
| 1905年06月     | ロシア国内 | 各地で反乱・暴動起きる（ロシア第一革命の始まり）               |
| 1905年06月07日 | 世界情勢   | ノルウェーがスウェーデンからの分離独立を宣言する               |
| 1905年06月09日 | 日露戦争   | セオドア・ルーズベルト、正式に日露両国へ講和勧告               |
| 1905年06月14日 | ロシア国内 | 戦艦ポチョムキンの反乱が起きる                                 |
| 1905年06月12日 | 日露戦争   | ロシア、講和勧告を正式に受諾                                   |
| 1905年07月07日 | 日露戦争   | 日本軍、樺太へ上陸（樺太作戦開始）                             |
| 1905年07月23日 | ロシア国内 | ニコライ2世、ドイツ帝国皇帝ヴィルヘルム2世とビヨルケ密約を結ぶ |
| 1905年07月29日 | 日本国内   | 桂・タフト協定を締結する                                       |
| 1905年07月31日 | 日露戦争   | 日本軍、樺太を占領                                             |
| 1905年08月09日 | 日露戦争   | ポーツマスで日露講和会議が始まる                               |
| 1905年08月12日 | 日本国内   | 日英同盟を改訂する                                             |
| 1905年08月20日 | 世界情勢   | 孫文、中国同盟会を結成（於東京）                               |
| 1905年09月01日 | 日露戦争   | 日露両国、休戦議定書に調印（休戦）                             |
| 1905年09月05日 | 日露戦争   | 日露両国、日露講和条約（ポーツマス条約）調印                   |
| 1905年10月     | ロシア国内 | ゼネラル・ストライキが起きる                                   |
| 1905年10月14日 | 日露戦争   | 日露両国、日露講和条約（ポーツマス条約）批准（終戦）           |
| 1905年10月17日 | ロシア国内 | ニコライ2世、十月詔書に署名する                                |
| 1905年12月20日 | 日本国内   | 大本営を解散                                                   |

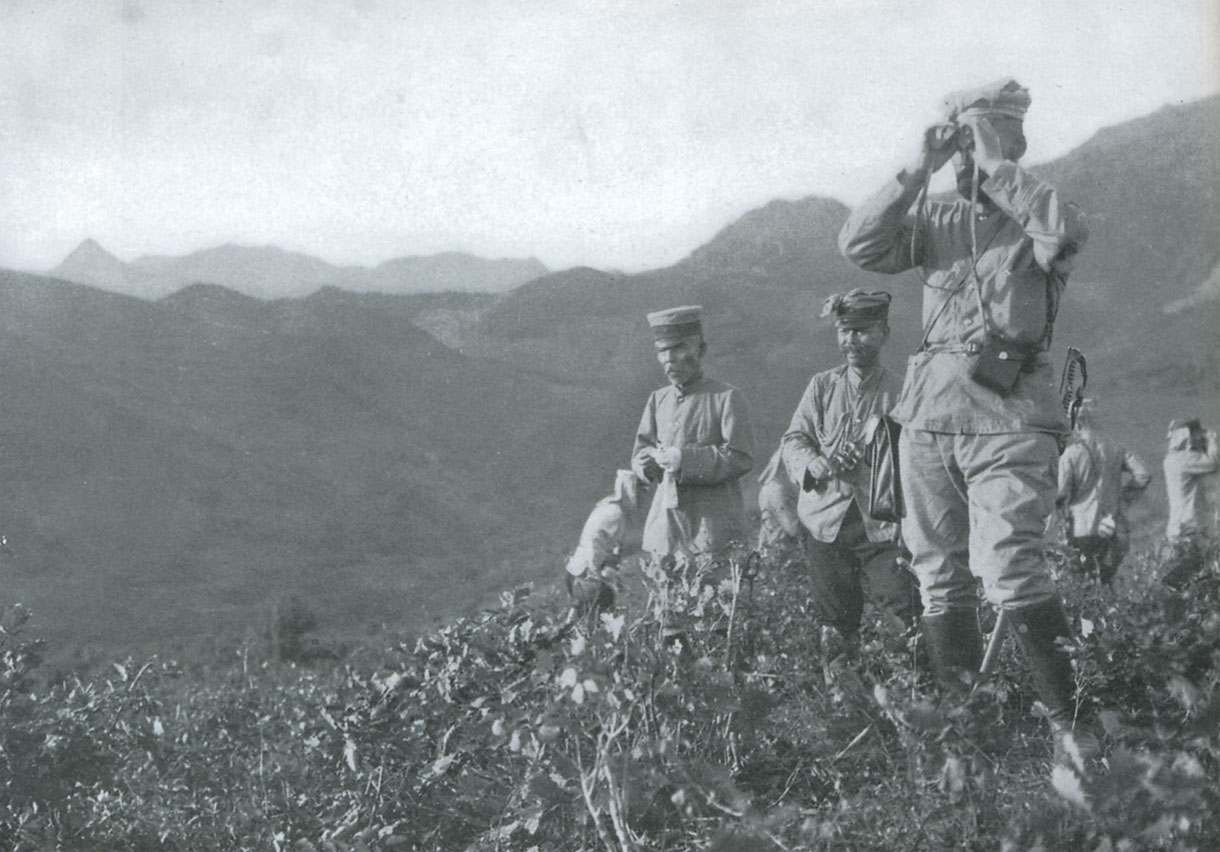
第一軍司令官黒木為楨
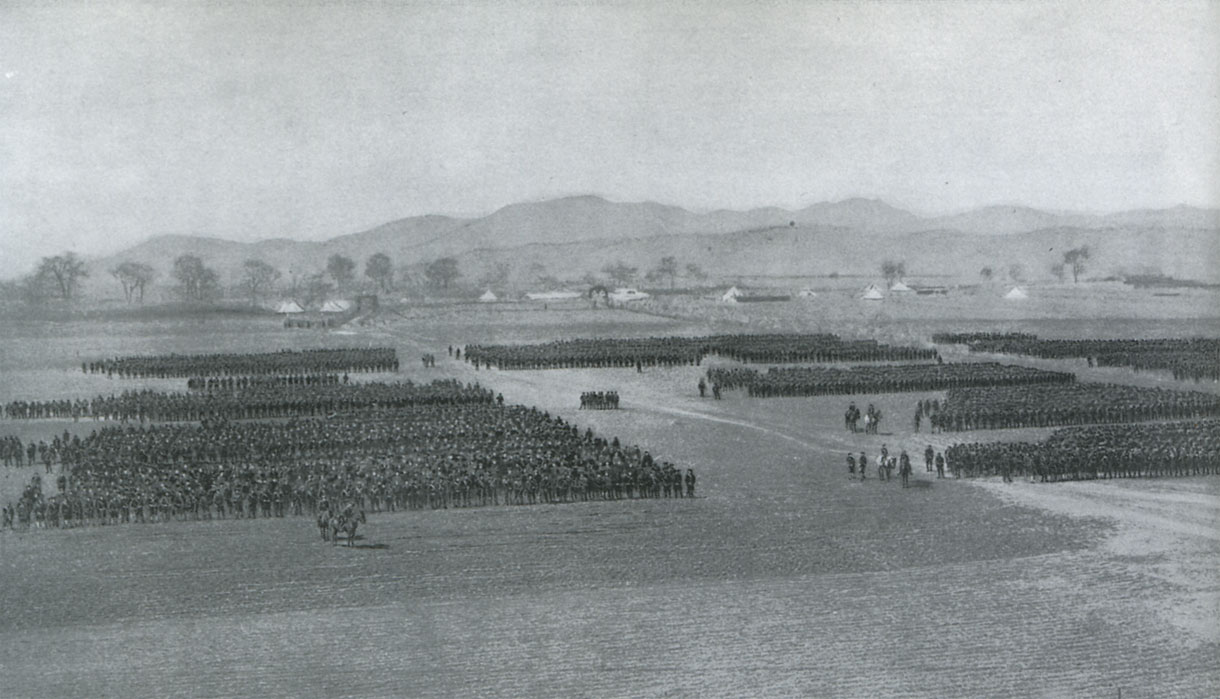
奉天会戦後に点呼をとる日本軍一師団
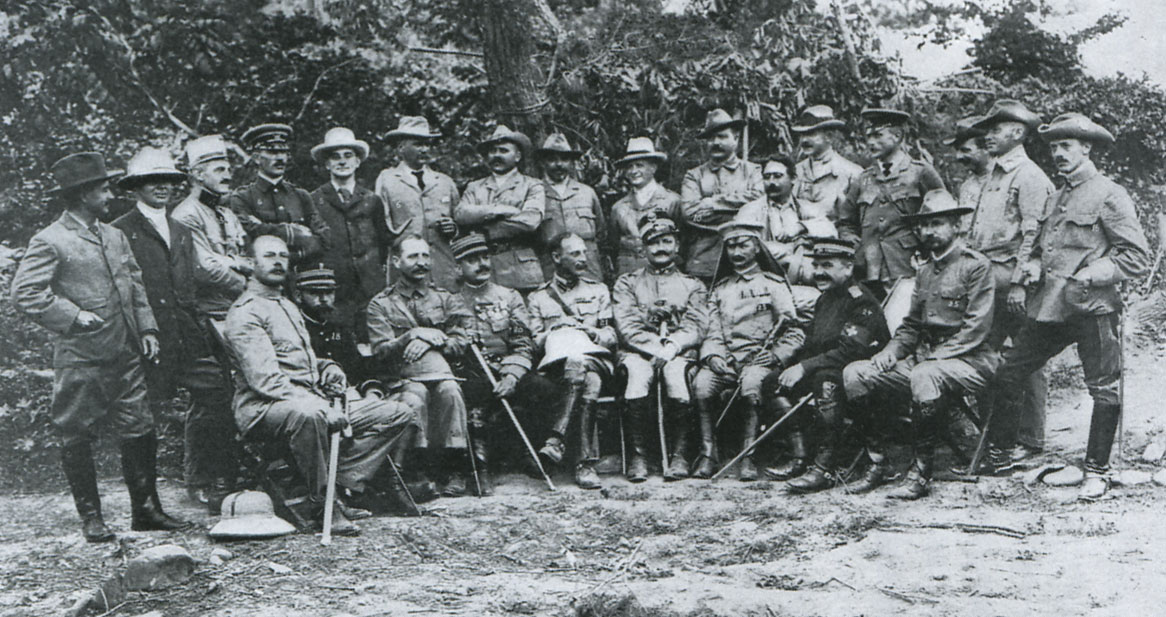
第一軍に同行する観戦武官イアン・ハミルトンおよびマックス・ホフマン
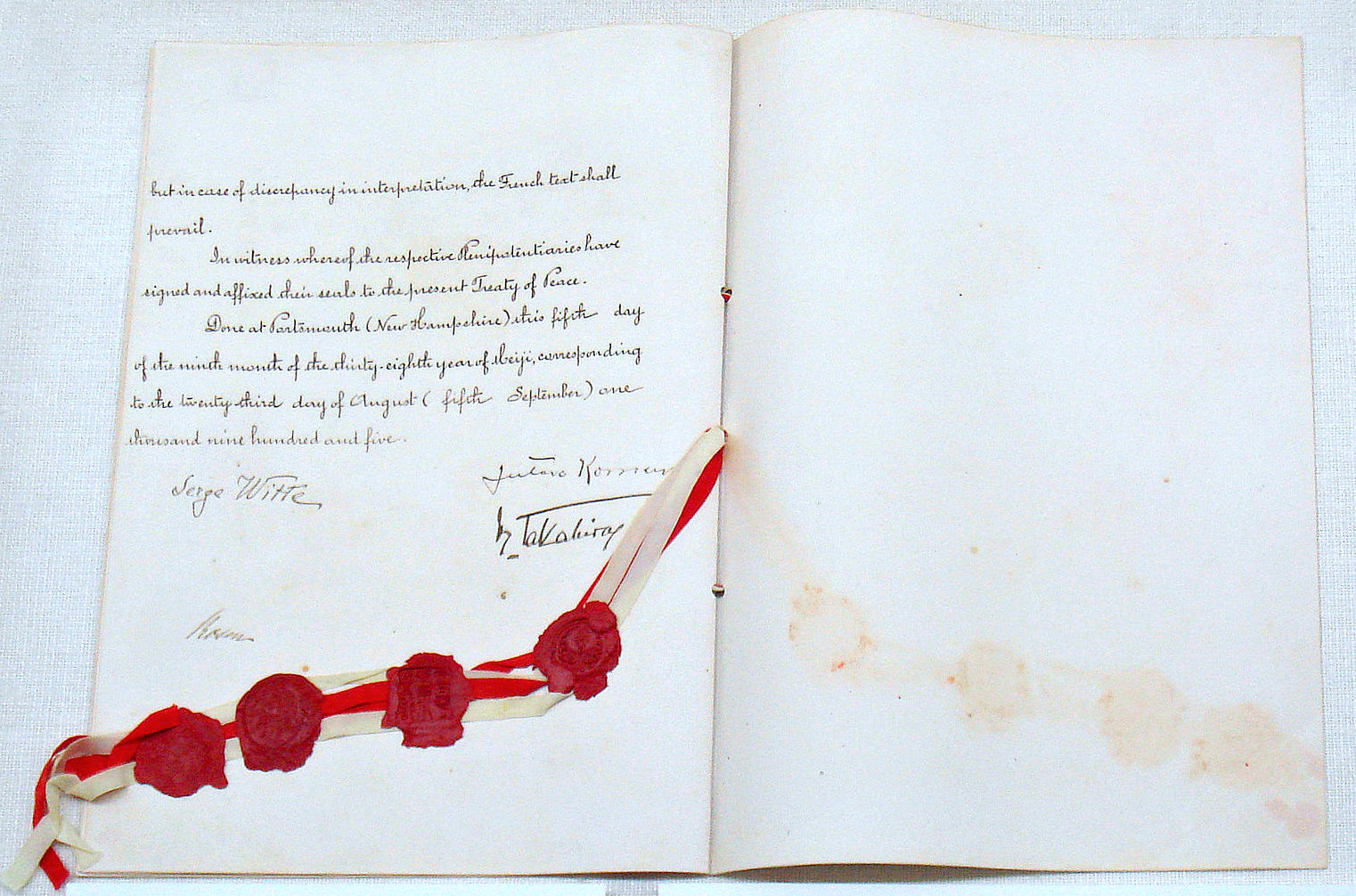
日露講和条約の正文（日本外務省蔵）
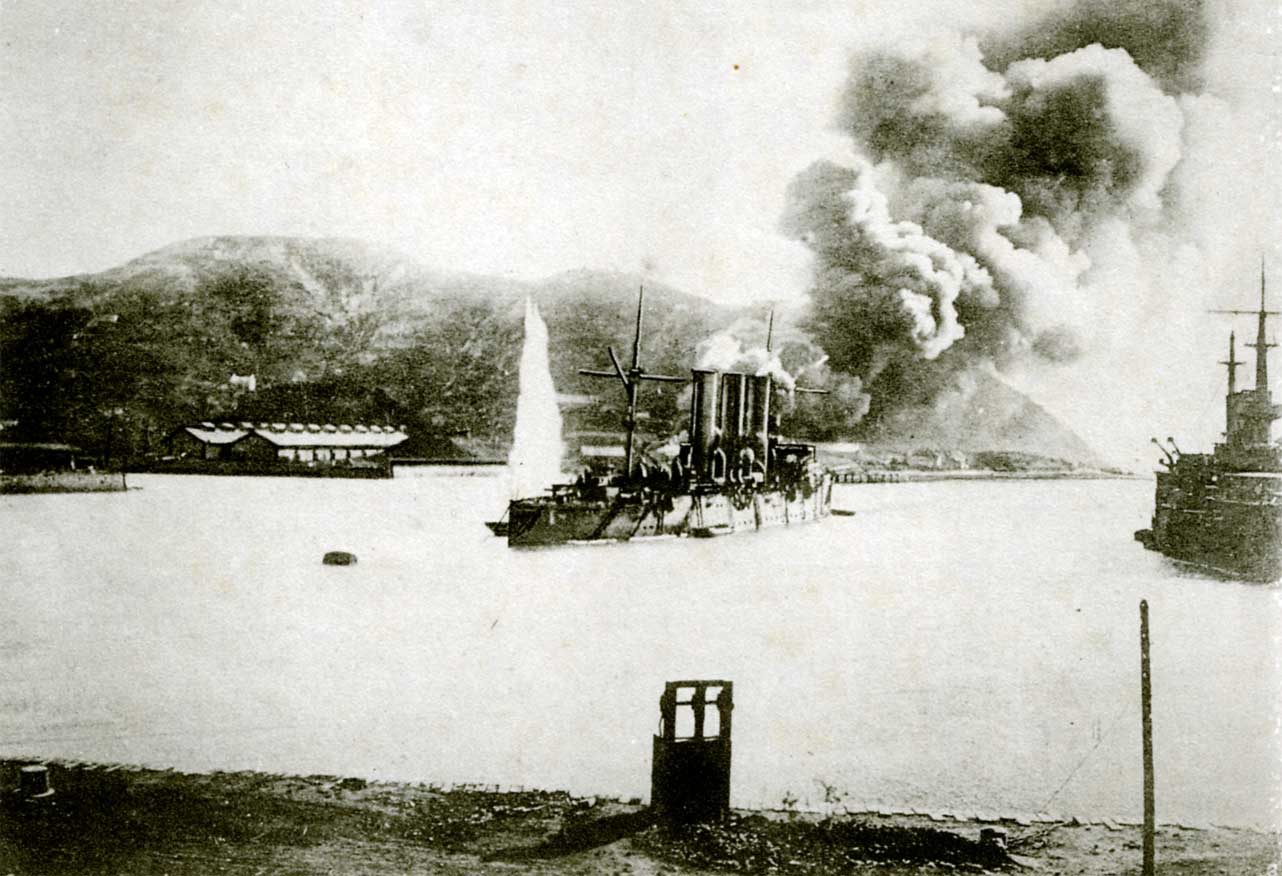
旅順攻囲戦での砲撃戦
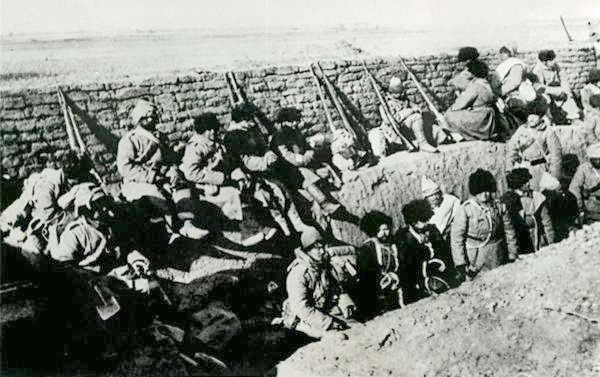
旅順攻囲戦での塹壕内のロシア兵
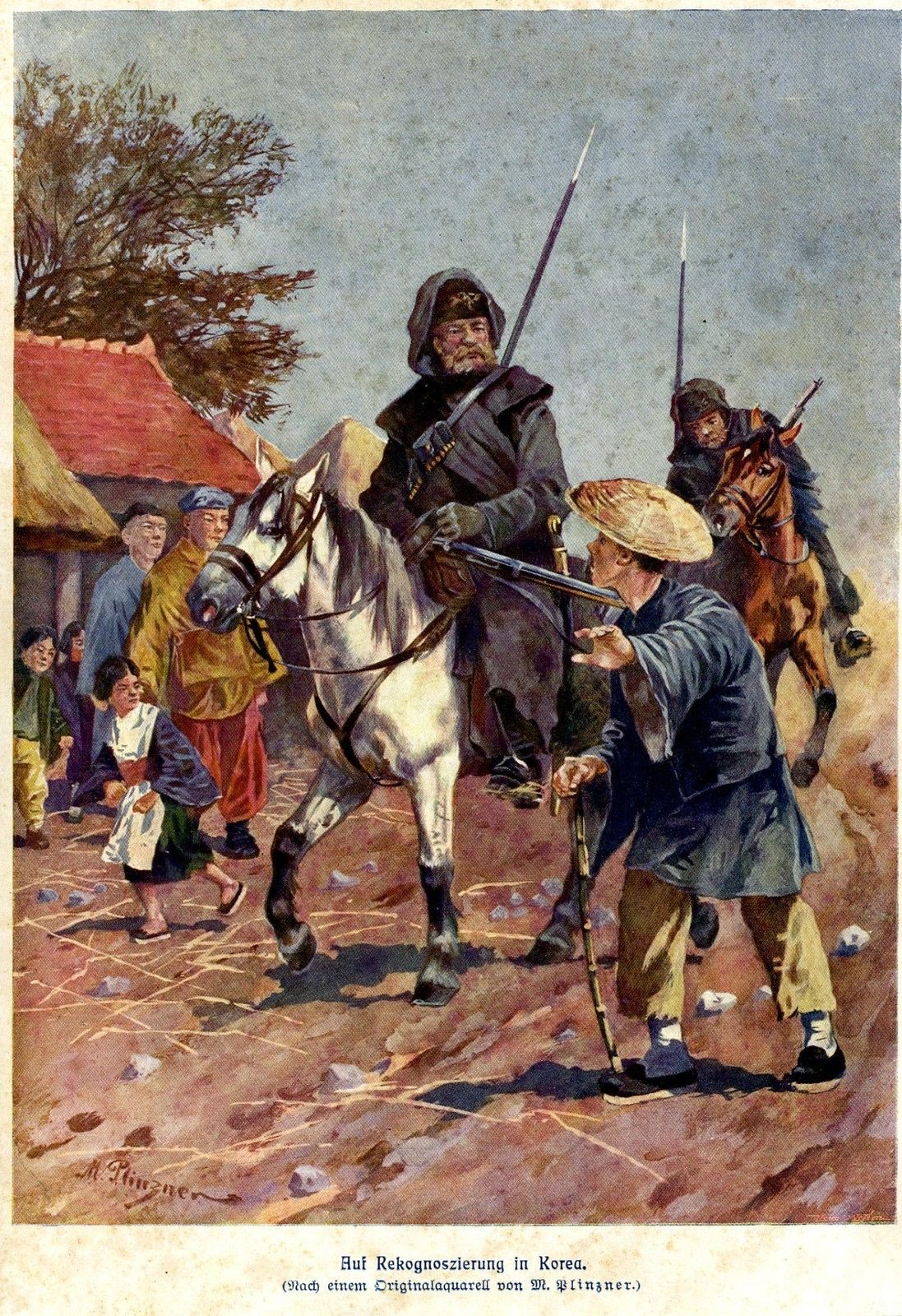
「朝鮮を偵察する露兵」プリッツナー画

## 影響

### 日本
日本はこの戦争の勝利でロシア帝国の南下を抑えることに成功し、加えて戦後に日露協約が成立したことで日露関係は急速に改善し、革命によりロシア帝国が崩壊するまでその信頼関係は維持された。この条約により、相互の勢力圏は確定され日本は朝鮮半島の権益を確保したうえ、ロシア帝国の軍事的脅威を排除して当面の安全保障を達成した。また新たに東清鉄道の一部である南満洲鉄道を獲得するなど満洲における権益を得ることとなった。
こうして、日本は国家として最大の目標は達成した。しかし国民にとっては、講和条約の内容は賠償金を取れないなど予想外に厳しい内容だった。これは、いかなることであれロシア側へ弱みとなることを秘密にしようとした日本政府の政策に加え、新聞以下マスコミ各社が日清戦争を引き合いに出して戦争に対する国民の期待を煽ったために修正が利かなくなっていたこともあり、国民の多くはロシアに勝利した日本も戦争により疲弊しきっていたという実情を知らされず、相次ぐ勝利によってロシアが簡単に屈服したかのように錯覚した反動からきているものである。例として、1905年9月1日、大阪朝日新聞は社説「天皇陛下に和議の破棄を命じ給はんことを請ひ奉る」を掲載し、つづいて国民新聞を除く有力紙はこぞって条約反対の論説を展開した。このため、日比谷焼打事件をはじめとして各地で暴動が起こり、戒厳令が敷かれるまでに至って戦争を指導してきた桂内閣は退陣した。
この戦果の誇張は後に太平洋戦争まで、悪名高い大本営発表になるまで続くことになる。。
賠償金が取れなかったことから、日本はジェイコブ・シフのクーン・ローブ商会に対して金利を払い続けることとなった。「日露戦争でもっとも儲けた」シフは、ロシア帝国のポグロム（反ユダヤ主義）への報復が融資の動機といわれ、のちにレーニンやトロツキーにも資金援助をした。
開戦前から財政難だった政府は、戦費調達のため非常特別税により課税強化や塩や煙草などの専売制を開始したが戦費をまかなえる額には及ばず、賠償金による補填もできず金利の支払いと併せて赤字となった。非常特別税は1906年12月31日に廃止される予定だったが、政府は1906年3月になると廃止規定を削除し恒久税とした。世論の反発を抑えるため後に減税などを行ったが、法令が廃止された1913年以降も一般の税制に組み込まれて継続することとなった。
当時列強諸国からも恐れられていた大国であるロシアに勝利したことは、同盟国のイギリスやアメリカ、フランスやドイツなどの列強諸国の日本に対する評価を高め、明治維新以来の課題であった不平等条約改正の達成に大きく寄与したのみならず、非白人国として唯一列強諸国の仲間入りをし、のちには「五大国」の一角をも占めることとなった。

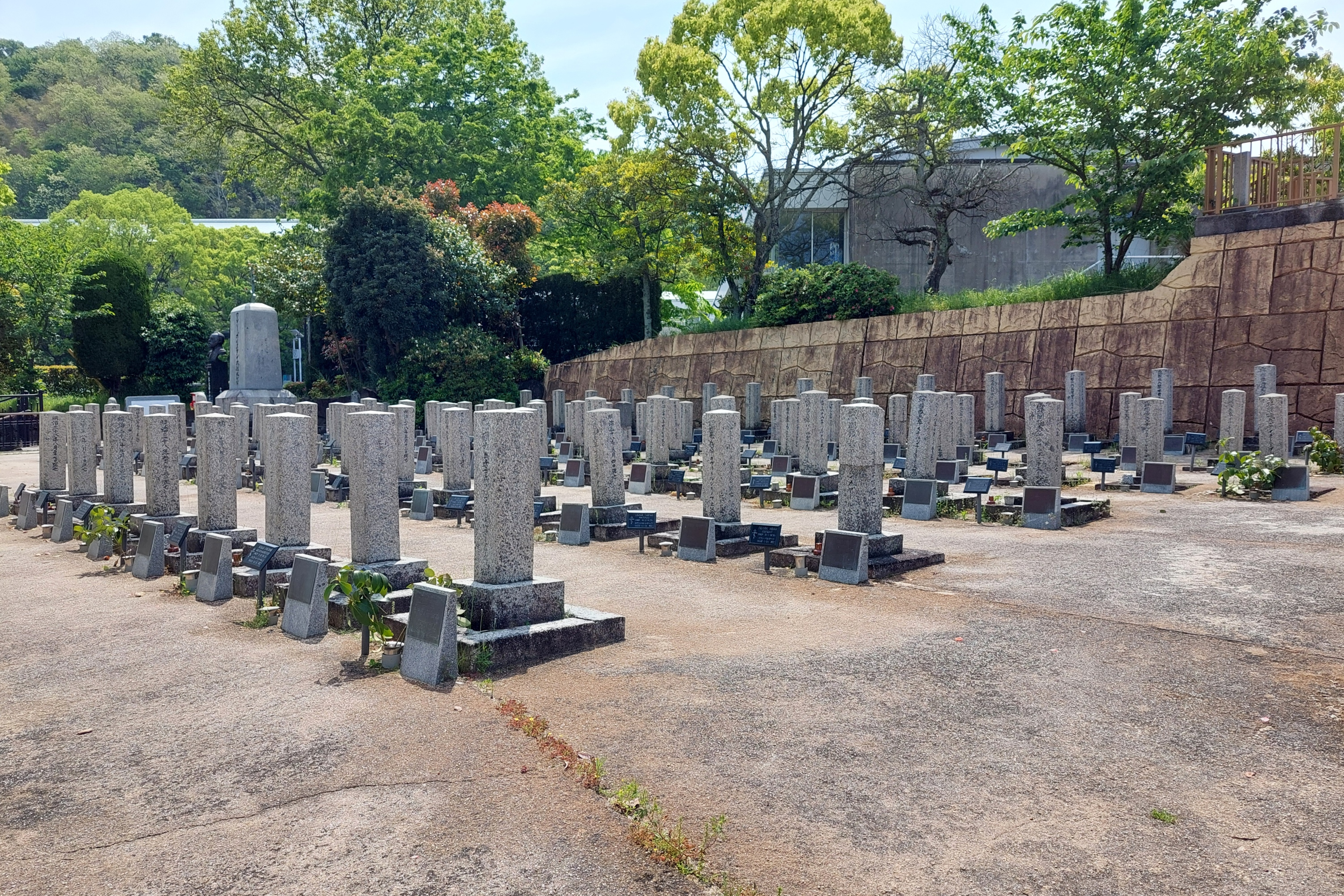
ロシア兵墓地（松山市御幸1丁目）

この戦争において日本軍および政府は、旅順要塞司令官のステッセルが降伏した際に帯剣を許すなど、武士道精神に則り敗者を非常に紳士的に扱ったほか、戦争捕虜を非常に人道的に扱い日本赤十字社もロシア兵戦傷者の救済に尽力した。日本軍は国内各地に捕虜収容所を設置したが、愛媛県の松山にあった収容所が同戦争では最初に開設された収容所でありまた将校収容所として著名であったため、ロシア将兵側では降伏することを日本語で「マツヤマ、マツヤマ」と勘違いしたというエピソードもある。7万人余りにふくれあがった捕虜を収容するため、日本国内の29か所に捕虜収容所が設置された。陸軍・海軍の別、将兵の別、捕獲戦闘の別により各地に分散して収容された。戦闘地域からは主に広島の似島、門司の大里で検疫を受け、上陸後列車や船で収容所に向かった。終戦後、日本国内のロシア兵捕虜はロシア本国へ送還されたが、熊本県の県物産館事務所に収容されていたロシア軍士官は帰国決定の日に全員自殺している。（詳細は「捕虜」の日露戦争の捕虜を参照）
日露戦争において旅順要塞での戦闘に苦しめられた陸軍は、戦後、ロマン・コンドラチェンコによって築かれていた旅順要塞の堡塁を模倣し、永久防塁と呼ばれた演習用構造物を陸軍習志野錬兵場内に構築、演習などを行い要塞戦の戦術について研究したというエピソードが残されており、当時の陸軍に与えた影響の大きさを物語っている。なお、戦争中における日本軍の脚気惨害については、「陸軍での脚気惨害」や「海軍の状況」を参照のこと。
1907年9月21日、山縣有朋、伊藤博文、大山巌は公爵を授与された。元老でありながら参謀総長として戦争を指揮した山縣有朋の発言力が高まり、陸軍は「大陸帝国」論とロシアによる「復讐戦」の可能性を唱え、1907年には山縣の主導によって平時25師団体制を確保するとした「帝国国防方針」案がまとめられた。しかし、戦後の財政難から師団増設は順調にはいかず、18師団を20師団にすることの是非をめぐって2個師団増設問題が発生することになった。
日露戦争の状況は映画として記録され、各地で上映されていた。1904年に仙台に留学中だった魯迅は、ロシアのスパイとして処刑される中国人を写した映画と聴衆の反応をきっかけに、医学から文学に転向した。
軍事面においてはロシア側の騎兵が大敗したためその是非が問われ、縮小消滅へと繋がっていく。
一方で、白兵戦で接近戦の武器としての刀剣類の有効性が再評価され軍刀、要塞攻略での手榴弾 (日本軍)が配備されるようになった。また、迫撃砲や機関銃が塹壕戦での活躍を評価された。また、無煙火薬が戦場で使用されるものとして主流となり、白襷隊などの反省もあって、軍服がより目立たない濃紺色から茶褐色へと変換した。
戦術面で戦争後、白兵戦で射撃・砲撃では決着を付けられなかった反省から、陸戦の綱領『歩兵操典』を改訂し、射撃・砲撃ではなく白兵突撃での決着が重視され、後のWW2のバンザイ突撃につながる。
海軍ではドレッドノートに代表されるような砲撃中心の戦艦が建造されていき、大艦巨砲主義へと傾いていく。

### ロシア
不凍港を求め、伝統的な南下政策がこの戦争の動機の一つであったロシア帝国は、この敗北を機に極東への南下政策をもとにした侵略を断念した。南下の矛先は再びバルカン半島に向かい、ロシアは汎スラヴ主義を全面に唱えることになる。このことが汎ゲルマン主義を唱えるドイツや、同じくバルカンへの進出を要求するオーストリア・ハンガリー帝国との対立を招き、第一次世界大戦の引き金となった。
また、戦時中の国民生活の窮乏により、血の日曜日事件や戦艦ポチョムキンの叛乱などより始まるロシア第一革命が発生することになる。

### 台湾
日清戦争で勝利した日本が下関条約で自国の領土に割譲させた台湾において「日本統治下の台湾にロシアが侵攻してくる」という情報が広まると、日本政府は4月13日に沿岸部と澎湖の馬公島、5月13日に全島に戒厳令を発令した。
5月、台湾の通信士がロシア艦隊を発見し、日本海軍が対馬海峡でロシア艦隊を撃破するのに合わせて目撃情報を報告した。
同年7月7日に戒厳令が解除され、台湾は約2カ月間、史上初の戒厳令を経験することになった。 この間、縦貫鉄道の豊原28号水上間線の完成と開通を祝い、台中駅で中央鉄道の開通式が行われ、その後、日本の勝利により、全島が祝賀ムードに包まれた、台湾総督府は「日露戦争記念碑」を台湾苗栗市の虎頭山に建立した。
台湾では、1898年以降、国民学校が設立され、教育率が大幅に向上した。 こうした日本の教育を受けた台湾人は、次第に自らを日本人として認識し、日本が台湾人が強大だと考えていたロシアに勝つことができたことで、彼らの名誉意識は大きく向上した。 特に、歴代の台湾総督のうち、乃木希典（第3代、1896.10.-1898.2.）、児玉源太郎（第4代、1898.2.-1906.4.）、後に明石元二郎（第7代、1918.6.-1919.10）は日露戦争で重要な将官であり、児玉源太郎も前線指揮に当たるなどした。

### ドイツ帝国
ドイツ帝国は1902年に農工業保護政策として関税改革を実施したことで、ドイツに対する農産物輸出を産業としているロシア帝国、スイス、ルーマニア、オーストリア・ハンガリー帝国ほか欧州諸国との熾烈な通商交渉を展開していたが、日露戦争によりロシア国内情勢が緊迫化したことで、ロシアの妥協を得た。

### イギリス
イギリスは日露戦争に勝利した日本への評価を改め、1905年8月12日にはそれまでの日英同盟を攻守同盟に強化する（第二回日英同盟協約）。また日露戦争をきっかけに日露関係、英露関係が急速に改善し、それぞれ日露協約、英露協商を締結した。
すでに締結されていた英仏協商とあわせて、欧州情勢は日露戦争以前の英・露仏・独墺伊の三勢力が鼎立していた状況から、英仏露の三国協商と独墺伊の三国同盟の対立へと向かった。こうして、イギリスは仮想敵国を日露戦争の敗北により国力が疲弊したロシアからドイツに切り替え、ドイツはイギリスとの建艦競争を拡大していく。

### アメリカ合衆国

ポーツマスにおける日露両政府代表団

アメリカはポーツマス条約の仲介によって漁夫の利を得、満洲に自らも進出することを企んでおり、日露講和後は満洲でロシアから譲渡された東清鉄道支線を日米合弁で経営する予備協定を桂内閣と成立させていた（桂・ハリマン協定、1905年10月12日）。これはアメリカの鉄道王ハリマンを参画させるというもので、ハリマンの資金面での協力者がクーン・ローブすなわちジェイコブ・シフ商会であった。この協定は、小村外相の反対によりすぐさま破棄された。日本へ外債や講和で協力したアメリカはその後も「機会均等」を掲げて中国進出を意図したが、思惑とは逆に日英露三国により中国権益から締め出されてしまう結果となった。
ルーズベルト大統領は、ポーツマス条約締結に至る日露の和平交渉への貢献が評価され1906年のノーベル平和賞を受賞した。また、ルーズベルトは新渡戸稲造の『武士道』を陸海軍に教科書として配布した。しかし、彼の対日感情はこの後から急速に悪化していく。
急激に国力と存在感を高めた黄色人種国である日本への人種差別感情にあわせて、中国利権からの締め出しによる焦り、さらに日比谷焼打事件の際、日本の群衆の怒りが講和を斡旋したアメリカにも向けられて東京の駐日アメリカ公使館などが襲撃の対象となった。これに対してアメリカの世論は憤慨し、黄色人種への人種差別感情をもとにした黄禍論が高まっていく。
これら日米関係の急速な悪化により、第二回日英同盟協約で日本との同盟を攻守同盟の性格に強化したばかりのイギリスは、新たに巻き起こった日本とアメリカの対立に巻き込まれることを恐れ始めた。
また、日本の勝利は、米国の白人至上主義と戦っていたアフリカ系アメリカ人の活動家たちに刺激を与え、アメリカの黒人社会において、日本への興味と称賛、連帯を促す言説が多く行われた。

### 清朝
日露戦争の戦場であった満洲は清朝の主権下にあった。満洲民族による王朝である清は建国以来、父祖の地である満洲には漢民族を入れないという封禁政策を取り、中国内地のような目の細かい行政制度も採用しなかった。開発も最南部の遼東・遼西を除き進んでおらず、こうしたことも原因となって19世紀末のロシアの進出に対して対応が遅れ、東清鉄道やハルビンをはじめとする植民都市の建設まで許すこととなった。さらに、義和団の乱の混乱の中で満洲は完全にロシアに制圧された。1901年の北京議定書締結後もロシアの満洲占拠が続いたために、張之洞や袁世凱は東三省の行政体制を内地と同一とするなどの統治強化を主張した。しかし清朝の対応は遅れ、そうしているうちに日露両国が開戦し、自国の領土で他国同士が戦うという事態となった。
終戦後は、日本は当初唱えていた満洲における列国の機会均等の原則を翻し、日露が共同して利権を分け合うことを画策した。こうした状況に危機感をつのらせた清朝は、直隷・山東からの漢民族の移民を奨励して人口密度の向上に努め、終戦の翌々年の1907年には内地と同じ「省・府・県」による行政制度を確立した。ある推計によると、1880年から1910年にかけて、東三省の人口は743万4,000人から1,783万6,000人まで増加している。さらに同年には袁世凱の北洋軍の一部が満洲に駐留し、警察力・防衛力を増強するとともに、日露の行動への歯止めをかけた。
辛亥革命により1912年に宣統帝が退位し、袁世凱が中華民国第2代臨時大総統に就任した。日露の持つ利権に対しては、アメリカ資本を導入して相互の勢力を牽制させることで対抗を図ったが、袁世凱の失脚や日本側の工作もあり、うまくいかなかった。また、1917年のロシア帝国崩壊後は日本が一手に利権の扶植に走り、1932年には満洲国を建国した。第二次世界大戦で日本が敗れて満洲国が滅亡すると、代わって侵攻してきたソ連が進駐に乗じて日本の残したインフラを持ち去り、旅順・大連の租借権を主張した。中華民国から領土を奪い取った中華人民共和国がソ連から満洲を完全に返還されたのは1955年のことであり、日露戦争から50年後のことであった。
孫文は、「今ではアジアに日本があることで、白人はアジア人を軽視できなくなってきた。アジア人全体の国際的地位が高くなった」と述べている。

### 大韓帝国

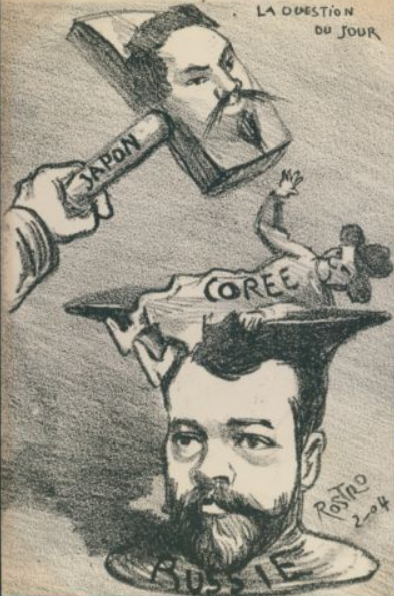
日露戦争の風刺画

開戦前の大韓帝国では、日本派とロシア派での政争が継続していた。その後、日本の戦況優勢を見て、東学党の系列から一進会が1904年に設立され、大衆層での親日的独立運動から、日本の支援を受けた合邦運動へ発展した。ただし当初の一進会の党是は韓国の自主独立であった。
戦争後、ロシアによる脅威がなくなった朝鮮半島では日本の影響が絶大となり、のちに大韓帝国はさまざまな権利を日本に委譲することとなり、さらには日本の保護国となる。1910年（明治43年）の日韓併合条約の締結により、大韓帝国は大日本帝国に併合された。

### モンテネグロ公国
モンテネグロはロシア側に立ち、1905年日本に宣戦布告、ロシア軍とともに戦うため義勇兵を満洲に派遣していた。しかし実際には戦闘に参加しなかったことから、その宣戦布告は無視され、講和会議には招かれなかった。そのため国際法上は、モンテネグロ公国と日本は戦争を継続しているという奇妙な状態になった。のちに第一次世界大戦ではともに連合国として戦うことになったが、モンテネグロ王国はその最中セルビア王国によって併合された（ユーゴスラビア王国）。その後、第二次世界大戦においてはユーゴスラビアと日本は戦争状態になったが、1952年にユーゴスラビア社会主義連邦共和国との間で書簡が交わされ、日本とユーゴスラビアの間の戦争状態は日本国との平和条約発効の日（1952年4月28日）をもって終了することが合意された。
しかしその後、セルビア・モンテネグロ（旧名・ユーゴスラビア連邦共和国）からモンテネグロが独立する際にこの問題が取り上げられた。モンテネグロおよびセルビア・モンテネグロはユーゴスラビア社会主義連邦の継承国であると認められておらず、モンテネグロと日本との戦争状態に関する条約は不在の状態となった。2006年（平成18年）2月14日に鈴木宗男衆議院議員は、「一九〇四年にモンテネグロ王国が日本に対して宣戦を布告したという事実はあるか。ポーツマス講和会議にモンテネグロ王国の代表は招かれたか。日本とモンテネグロ王国の戦争状態はどのような手続きをとって終了したか。」との内容の質問主意書を提出した。これに対し日本政府は、「政府としては、千九百四年にモンテネグロ国が我が国に対して宣戦を布告したことを示す根拠があるとは承知していない。モンテネグロ国の全権委員は、御指摘のポーツマスにおいて行われた講和会議に参加していない。」との答弁書を出している。
2006年6月3日のモンテネグロ独立宣言に際し、日本政府は6月16日に独立を承認、山中燁子外務大臣政務官を総理特使として派遣した。UPI通信社は6月16日、ベオグラードのB92ラジオのニュースを引用し、特使は独立承認と100年以上前に勃発した日露戦争の休戦の通達を行う予定と報道した。ただし日本国外務省からは、特使派遣報告をはじめとして日露戦争や休戦に関連する情報は出されていない（参考：外交上の終結まで長期にわたった戦争の一覧）。
なお、日英同盟の規定により、当時の日本が2か国以上と戦争状態になった場合、イギリスにも参戦義務が生じることとなる。仮に日本がモンテネグロの宣戦布告を無視しなかった場合、かなり厄介な問題を引き起こすこととなった。

### その他各国
当時、欧米列強の支配下にあり、第二次世界大戦後に独立した国々の指導者たちの回顧録に「有色人種の小国が白人の大国に勝ったという前例のない事実が、アジアやアフリカの植民地になっていた地域の独立の気概に弾みをつけ、人種差別下にあった人々を勇気づけた」と記されるなど、欧米列強による植民地時代における感慨の記録が数多く見受けられる。
また、第一次エチオピア戦争で、エチオピア帝国がイタリア王国に勝利した先例があるが、これは英仏の全面的な軍事的支援によるものであった。そのため、日露戦争における日本の勝利は、有色人種国家独自の軍隊による、白色人種国家に対する近代初の勝利と言える（ただし1804年に独立したハイチはナポレオン率いるフランス軍を撃退して世界初の黒人共和国となっており、有色人種が白人に勝利した一例である）。また、絶対君主制（ツァーリズム）を続ける国に対する立憲君主国の勝利という側面もあった。いずれにしても日露戦争における日本の勝利が世界に及ぼした影響は大きく、来日していたドイツ帝国の医者エルヴィン・フォン・ベルツは、自分の日記の中で日露戦争の結果について「私がこの日記を書いている間にも、世界歴史の中の重要な1ページが決定されている」と書いた。
実際に、日露戦争の影響を受けて、ロシアの植民地であった地域やヨーロッパ諸国の植民地がそのほとんどを占めていたアジアで特に独立・革命運動が高まり、清朝における孫文の辛亥革命、オスマン帝国における青年トルコ革命、カージャール朝における立憲革命、仏領インドシナにおけるファン・ボイ・チャウの東遊運動、英領インド帝国におけるインド国民会議カルカッタ大会、オランダ領東インドにおけるブディ・ウトモなどに影響を与えている。日露戦争研究で知られるイスラエルの歴史学者ロテム・コウナー（en:Rotem Kowner）は、「白人は打ち負かされうる存在であると思わせた日露戦争の結果はアジアにおけるすべての国民解放運動に影響を与えた」と述べている。
インドのネルーは、「小さな日本が大きなロシアに勝ったことは、インドに深い印象を刻み付けた。日本が最も強大なヨーロッパの一国に対して勝つことができたならば、どうしてそれがインドにできないといえようか」「だから日本の勝利はアジアにとって偉大な救いであった。インドでは我々が長くとらわれていた劣等感を取り除いてくれた」「日本が大国ロシアを破った時、インド全国民は非常に刺激を受け、大英帝国をインドから放逐すべきだとして独立運動が全インドに広がった」「インド人はイギリス人に劣等感をもっていた。ヨーロッパ人は、アジアは遅れた所だから自分たちの支配を受けるのだと言っていたが、日本の勝利は、アジアの人々の心を救った」と述べている。チャンドラ・ボースは、来日の折「日本の皆さん、今から四十年前に一東洋民族である日本が、強大国のロシアと戦い大敗させました。このニュースがインドへ伝わると興奮の波が全土を覆い、旅順攻略や日本海海戦の話題で持ちきりとなり、子供達は東郷元帥や乃木大将を尊敬しました」というメッセージを日本国民に送っている。
ビルマのバー・モウは、「アジアの目覚めの発端、またはその発端の出発点であった」と回想しており、ウー・オッタマは、『日本』なる著書を刊行し、「日本の興隆と戦勝の原因は明治天皇を中心にして青年が団結して起ったからだ。われわれも仏陀の教えを中心に青年が団結、決起すれば、必ず独立を勝ち取ることができる」「長年のイギリスの桎梏から逃れるには、日本に頼る以外にない」と述べている。
フィリピンでは、アメリカからの独立を目指す革命軍総司令官リカルテから一般庶民に至るまで、日露戦争を独立の好機と捉え、日本海海戦での日本の勝報に接するや、民衆はそれを祝福する挨拶を交し合い、マニラでは旗行列まで行われた。
アゼルバイジャンの思想家・ターレボフは、『人生の諸問題』において、「日本の皇帝はアジアの王たちによき手本を提供した。もし王たちが狩猟や黄金をちりばめた王宮での安眠の代わりに、その時間を少しでも王国内の諸問題の解決と、国民の福祉とを考えるために費やすならば、彼らはきっと天皇の方策を模倣することになる」と記して、大日本帝国憲法も掲載した。また、日本との同盟や日本軍将校の招聘を求める声も上がっていた。
イランの詩人、ホセイン・アリー・タージェル・シーラーズィーは、明治天皇を称える『ミカド・ナーメ（天皇の書）』を出版し、叙事詩の形で明治天皇の即位から明治維新、近代改革、日清戦争、三国干渉、そして日露戦争までを語っており、立憲体制下の日本が世界に新しい光を投げかけ、長い無知の暗闇を駆逐したと日本を賛美した。
イランでは、ロシアなどの進出を受け、弱体ぶりを露呈したガージャール朝における革新的な運動が台頭するが、こうした運動が台頭したのは、日本がロシアに勝利を収めたことが関連しており、日本がロシアに勝利を収めたという事実は、多くのイラン人に変革への欲求をもたらした。日本の勝利の原因についてイラン人が考えたことは、立憲国家（日本）の非立憲国家（ロシア）に対する勝利であり、憲法こそが日本の勝利の秘訣という結論に至り、憲法が必要だと考えるイラン人たちは、「カーヌーン(憲法)、カーヌーン」と叫んで憲法を要求し、イラン立憲革命の運動へと広がった。
ペルシアの雑誌『ハブラル・マタン』(1912年8月)は、明治天皇の崩御を受けて、「日本先帝陛下はロシアを撃破した後、アジア全般に立憲思想を普及させた。日本の立憲政体に倣った最初の帝国はペルシャであり、それにトルコ、最後に清国がつづいた。そもそもこの三帝国は終始ロシアの圧迫、威嚇を受け、専制君主国であるロシアに配慮して立憲は不可能だった。それゆえに日本先帝陛下は全アジアに対する解放の神であり、アジアの真の仁恵者であると明言することができる」という論説を掲載した。
オスマン帝国では、日露戦争中、上は皇帝から下は庶民まで、日本に声援を送り、赤十字社や新聞社を通じ、日本に寄付金を送るものも多かった。なお、「日本の勝利を記念して、イスタンブールにはトーゴー通りやノギ通りが存在する」という俗説があるが、当時の文献にそのような名前の通りは確認できない。また、実際にイスタンブールにあるのは、第一次世界大戦時に捕虜となったトルコ人を解放した津村諭吉中佐にちなんだ「ツムラ・ユキチ通り」であり、日露戦争とは無関係で命名されたのは2020年秋である。
エジプトの政治家・ムスタファー・カーミルは、「日本人こそ、ヨーロッパに身のほどをわきまえさせてやった唯一の東洋人である」といい、『昇る太陽』という日本紹介書を著した。「昇る太陽」という表現にはエジプト独立への期待や希望が込められており、イギリスからのエジプトの完全独立を達成するために日本から教訓を得ようという考えのもと、明治の日本の発展の秘談が日本人の愛国心と、それを支える教育、政治、経済などの諸制度にあると主張した。また、詩人のハーフィズ・イブラヒムは「銃を持って戦う能わずも、砲火飛び散る戦いに身を挺し、傷病兵に尽くすはわが務め」と、日本の従軍看護婦を称える「日本の乙女」という詩を作った。
なお、日露戦争での日本の勝利は、当時ロシアの支配下にあったフィンランドをも喜ばせ、東郷平八郎の名が知れ渡り「東郷ビール」なるビールが製造されたとの逸話があるが、これは誇張ないし誤りである。実際にフィンランドのビール会社が製造した「東郷ビール」は、全24種のラベルがある「提督ビール（Amiraali Olut）」のうちのひとつにすぎない。この提督ビールには、東郷平八郎以外にも山本五十六、そしてロシア海軍の提督の肖像が使われている。

### 「開戦に関する条約」の創設
日本がロシア皇帝ニコライ2世に対し宣戦布告をしないまま旅順港のロシア旅順艦隊を襲撃したことから、1907年の万国平和会議では開戦に関する条約創設の討議が行われた。またハーグ陸戦条約の改訂が行われた。日本は双方に署名し、1911年の第2次桂内閣期に批准した（日本における効力発生は1912年）。

## その後の日露関係
満洲へのアメリカ進出を警戒した日露両国は次第に接近した。1907年、日露両国は第一次日露協約を締結し、相互の権益を保全するという合意を締結した。以降、日露関係は敵対関係から大きく転換してほとんど同盟状態に近いものとなった。しかし、ロシア革命の勃発とその後のソビエト連邦の成立によってこの関係は崩壊することになる。

## 発行物
1906年4月29日に特殊切手として、1銭5厘、3銭の切手が発行された。

## 日露戦争を題材とした作品
「Category:日露戦争を題材とした作品」も参照。

### 小説
- 司馬遼太郎 『坂の上の雲』全8巻、文春文庫、1999年、ISBN 4167105764、ISBN 4167105772、ISBN 4167105780、ISBN 4167105799、ISBN 4167105802、ISBN 4167105810、ISBN 4167105829、ISBN 4167105837
- 吉村昭 『海の史劇』、新潮文庫、1981年、ISBN 4101117101
- 田山花袋 『一兵卒』（青空文庫）
- 芝村裕吏 『遙か凍土のカナン』全7巻、星海社FICTIONS、2013年11月 - 2016年6月

### 詩
- 与謝野晶子『君死にたまふことなかれ』（1904年9月、雑誌『明星』に掲載）

### 映画
- 『ラ・バタイユ』（1923年、監督：早川雪洲、エドゥアール＝エミール・ヴィオレ）
- 『撃滅』（1930年、監督：小笠原明峰）
- 『明治天皇と日露大戦争』（1957年、監督：渡辺邦男）
- 『日露戦争勝利の秘史 敵中横断三百里』（1957年、監督：森一生）
- 『明治大帝と乃木将軍』（1959年、監督：小森白）
- 『明治大帝御一代記』（1964年、監督：大蔵貢）
- 『日本海大海戦』（1969年、監督：丸山誠治）
- 『二百三高地』（1980年、監督：舛田利雄）
- 『日本海大海戦 海ゆかば』（1983年、監督：舛田利雄）
- 『ソローキンの見た桜』（2019年、監督：井上雅貴）

### テレビドラマ
- 『海は甦える』（3時間ドラマ、TBS、1977年8月29日）
- 『二百三高地 愛は死にますか』（全8回、TBS、1981年1月 - 2月）
- 『ポーツマスの旗』（全4回、NHK総合、1981年12月）
- 『坂の上の雲』（全13回、NHKスペシャルドラマ） - 2009年から2011年まで足かけ3年にわたり年末に放送された。

### 漫画
- 江川達也『日露戦争物語』 - ただし、この作品は日清戦争の途中で打ち切りになっている。
- 安彦良和『天の血脈』
- 野田サトル『ゴールデンカムイ』 - 日露戦争終結直後の北海道や樺太を舞台とし、主人公をはじめ多くの帰還兵が登場する。
- 清澄炯一『めしあげ　明治陸軍糧食物語』-日露戦争時陸軍の飯の話。戦闘シーン有。

### ゲーム
- 『Tsushima』『Port Arthur』Marc W. Miller / GDW 1975年、国際通信社、コマンドマガジン日本版30号、1995年、ボードゲーム
- 『二百三高地』バンダイifシリーズ、ボードゲーム
- 『日本海海戦』バンダイifシリーズ、ボードゲーム
- 『日露戦争』エポック社 1982年、国際通信社、2001年・2010年、ボードゲーム
- 『日本海大海戦』エポック社、1983年、ウォーゲームエレクトロニクス
- 『奉天会戦』コマンドマガジン第16号、国際通信社、1997年、ボードゲーム
- 『日露戦争』ジェネラル・サポート、1999年・2002年・2004年、PC向け
- en:1904-1905: The Russo-Japanese War（Avalanche Press, 1999）、ボードゲーム
- 『らいむいろ戦奇譚』エルフ 2002年、※18禁ゲーム
- 『旅順攻略／奉天決戦』コマンドベスト第11号、国際通信社、2009年、ボードゲーム
- 『Distance Guns:Russian-Japanese War at Sea』Storm Eagle Studios - 日露戦争の海戦ゲームで、日本未発売。

### 歴史書
- デニス・ウォーナー、ペギー・ウォーナー（著）、妹尾作太男・三谷庸雄（共訳）『日露戦争全史』、時事通信社、1978年、ISBN 4788778254
- ロストーノフ編、大江志乃夫監修、及川朝雄訳 『ソ連から見た日露戦争』 原書房、1980年
- 軍事史学会編 『日露戦争（一）－国際的文脈』、錦正社、2004年、ISBN 4764603187
- 軍事史学会編 『日露戦争（二）－戦いの諸相と遺産』、錦正社、2005年、ISBN 4764603195
- 藤村幸雄『ドイツ帝国主義と貿易政策 ― 1902年関税改革を中心として ―』《社会科学》5号、同志社大学、1967年2月、1-18頁。。

#### 戦時史料
- 時事画報社『佐世保海軍病院負傷者収容室』《日露戦争時事画報 (5)》1904年。
- 『御詔勅草案』、伊藤博文『秘書類纂. 雑纂 其1』、秘書類纂刊行会（1935）
- 川本九右衛門『日露戦争国民的後援演説集』、大日本実業学会（1904年）。
- 『英語青年 The rising generation』、英語青年社（1904年）
- 『征露戦報』（1900年 - 1909年）、実業之日本社。

### 従軍記・回想録
- 水野廣徳 『此一戦』、明元社、2004年、ISBN 490-2622017
- 櫻井忠温 『肉弾』、明元社、2004年、ISBN 490-2622025
- アレクセイ・ノビコフ＝プリボイ『ツシマ―バルチック艦隊の壊滅』上・下、上脇進訳、原書房、新版2004年、ISBN 4562037865。ISBN 4562037873
- ニコライ・エドゥアルドヴィチ・ゲインツェ（ロシア語版） 『В действующей армии (Письма военного корреспондента)』(軍では ─従軍記者の手紙より─) （ロシア語）
- 『ロシアの満洲と日露戦争』大竹博吉編訳、書肆心水、2021年、ISBN 4910213155。ウィッテやクロパトキン他の証言集

### 近年刊行の関連書籍
- 野村實『日本海海戦の真実』、講談社現代新書、1999年、ISBN 4061494619
- 長山靖生『日露戦争 もうひとつの「物語」』新潮新書、2004年
- 柘植久慶『あの頃日本は強かった 日露戦争100年』、中公新書ラクレ、2003年、ISBN 4121501063
- 山室信一『日露戦争の世紀―連鎖視点から見る日本と世界』、岩波新書、2005年、ISBN 4004309581
- 黒岩比佐子『日露戦争 勝利のあとの誤算』、文春新書、2005年、ISBN 4166604732
- 横手慎二『日露戦争史 20世紀最初の大国間戦争』中公新書、2005年、ISBN 4121017927
- 森貞彦『日露戦争と「菊と刀」』、東京図書出版会、2004年、ISBN 4434040065
- 日露戦争研究会『日露戦争研究の新視点』、成文社、2005年、ISBN 4915730492
- 児島襄『日露戦争』全8巻、文春文庫、1994年
  1. ISBN 4167141469
  2. ISBN 4167141477
  3. ISBN 4167141485
  4. ISBN 4167141493
  5. ISBN 4167141507
  6. ISBN 4167141515
  7. ISBN 4167141523
  8. ISBN 4167141531
- 加藤陽子『それでも、日本人は「戦争」を選んだ』朝日出版社、2009年7月。ISBN 978-4255004853。
- 岡田和裕『ロシアから見た日露戦争』、2010年、ISBN 4769826680
- ゲームジャーナル編集部『坂の上の雲5つの疑問』、2011年、ISBN 4890632840
- 松山大学編『マツヤマの記憶─日露戦争100年とロシア兵捕虜』成文社、2004年
- 宮脇昇『ロシア兵捕虜が歩いたマツヤマ』愛媛新聞社、2005年
- 黄文雄『大日本帝国の真実―西欧列強に挑んだ理想と悲劇』扶桑社、2005年7月1日。ISBN 4594049729。